# Racismo no Brasil

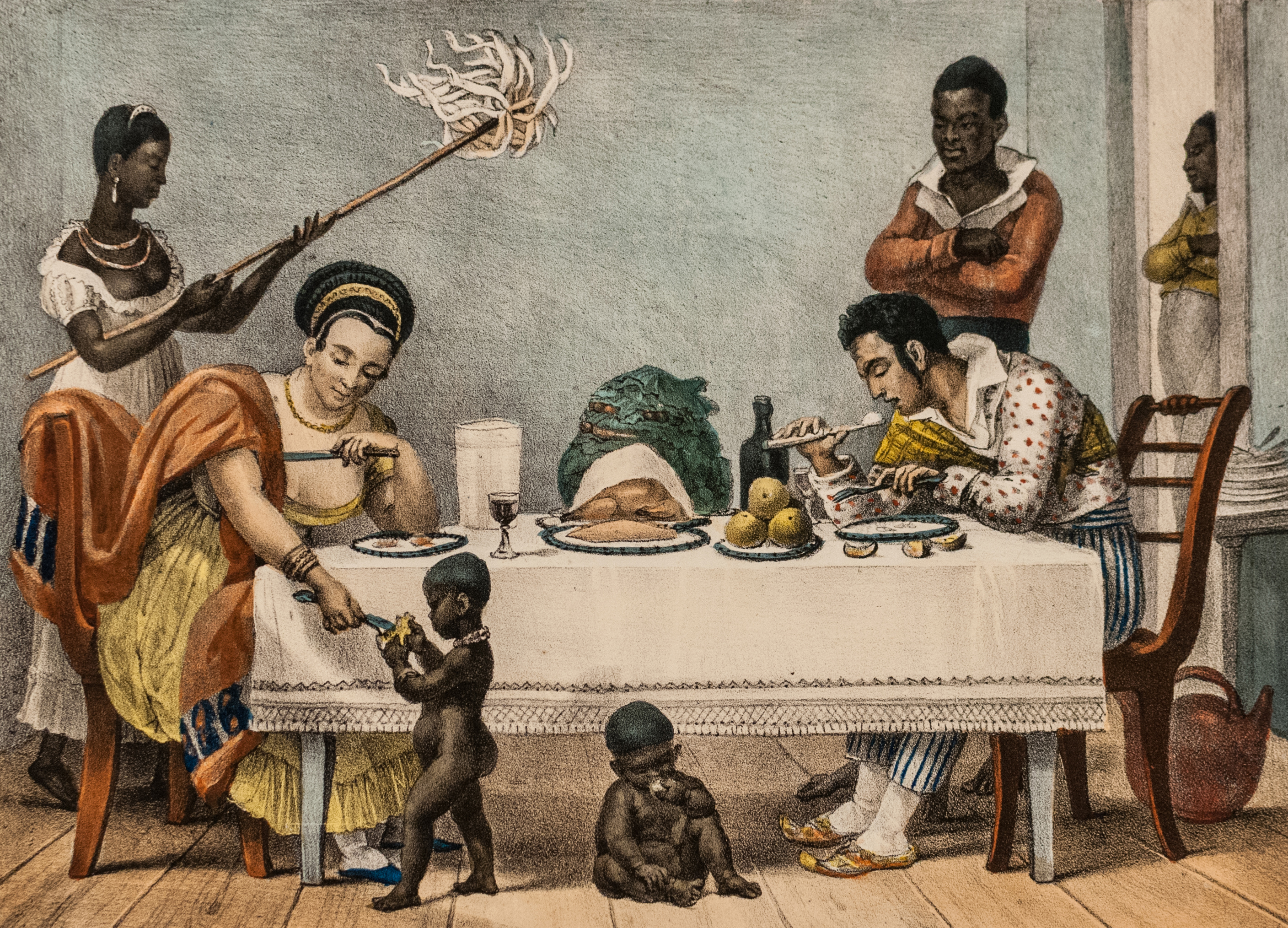
O jantar. Passatempos depois do jantar, uma litografia de 1839 que evidencia a grande divisão entre senhor e servo, é obra do artista francês Jean-Baptiste Debret (1768-1848), que passou 15 anos no Brasil captando o cotidiano de uma sociedade construída sobre a escravidão

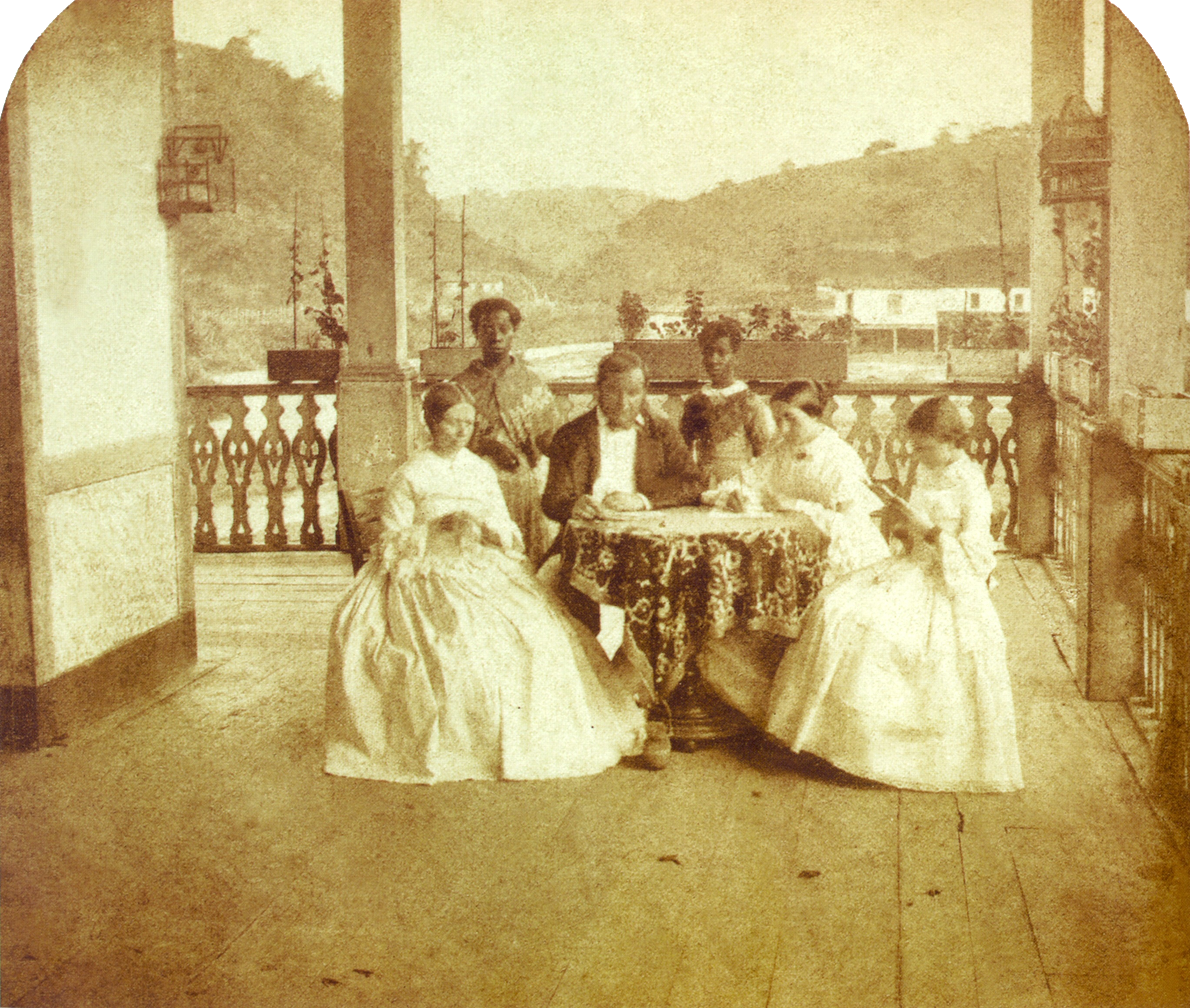
Uma família de brasileiros brancos e suas escravas domésticas, Império do Brasil, c 1860

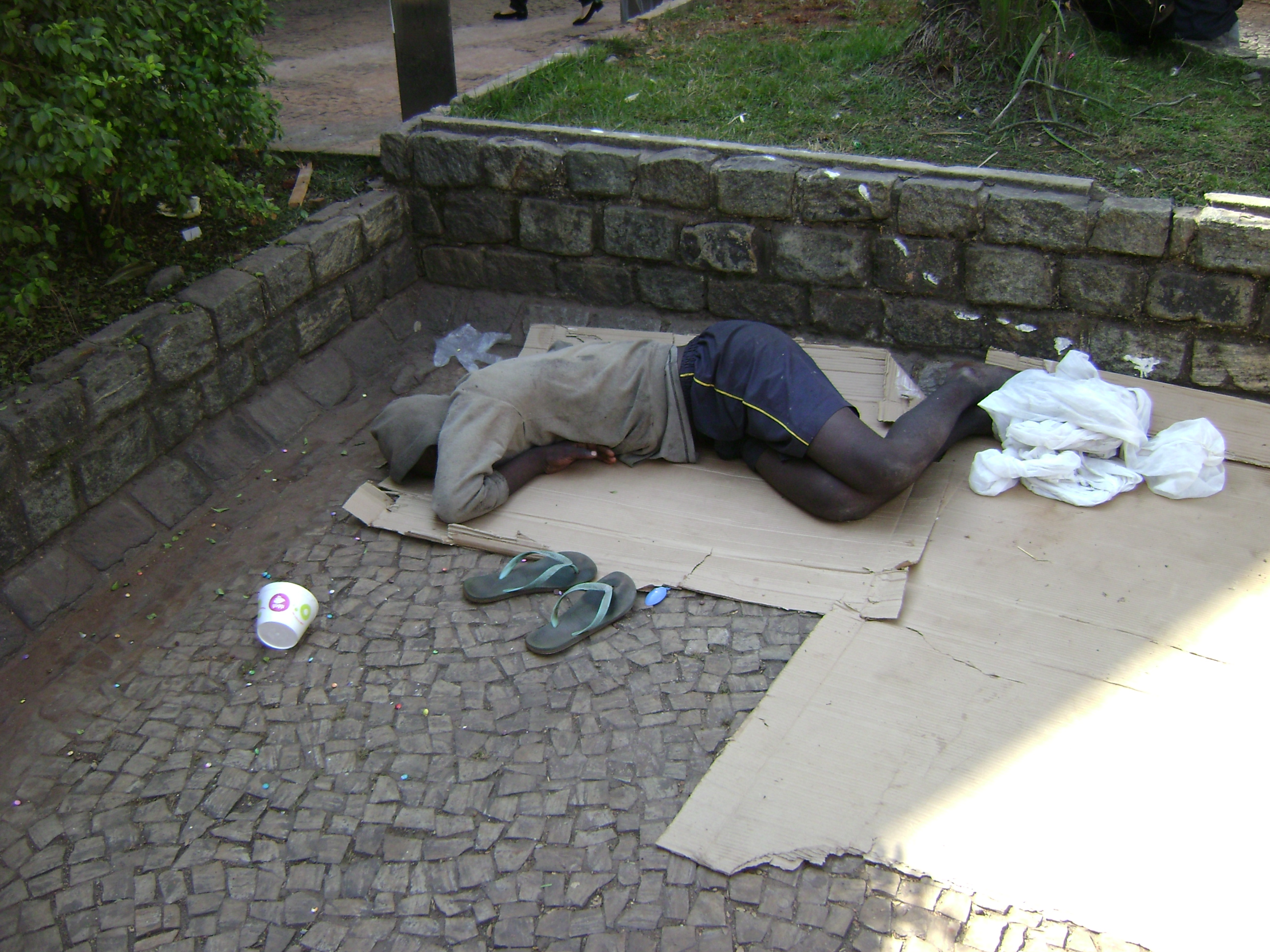
Morador de rua negro em Belo Horizonte

O racismo no Brasil tem sido um grande problema desde a era colonial e escravocrata. Uma pesquisa publicada em 2011 indica que 63,7% dos brasileiros considera que a raça interfere na qualidade de vida dos cidadãos. Para a maioria dos 15 mil entrevistados, a diferença entre a vida dos brancos e de não brancos é evidente no trabalho (71%), em questões relacionadas à justiça e à polícia (68,3%) e em relações sociais (65%). O termo apartheid social tem sido utilizado para descrever diversos aspectos da desigualdade econômica, entre outros no Brasil, traçando um paralelo com a separação de brancos e negros na sociedade sul-africana, sob o regime do apartheid.
De acordo com dados da Pesquisa Mensal do Emprego de 2015, os trabalhadores negros ganharam, em média, 59,2% do rendimento que os brancos ganham, o que também pode ser explicado pela diferença de educação entre esses dois grupos. Além disso, de acordo com um estudo realizado pelo Instituto de Pesquisa Econômica Aplicada (Ipea), o percentual de negros assassinados no país é 132% maior que o de brancos. Apesar de comporem metade da população brasileira, os negros e pardos elegeram pouco mais do que 24% dos 513 representantes escolhidos nas eleições parlamentares no Brasil em 2018.
Dentre aqueles que ganham menos de um salário mínimo, 63% são negros/pardos e 34% são brancos. Dos brasileiros mais ricos, 11% são negros/pardos e 85% são brancos. Em uma pesquisa realizada em 2000, 93% dos entrevistados reconheceram que existe preconceito racial no Brasil, mas 87% dos entrevistados afirmaram que mesmo assim nunca sentiram tal discriminação. Isto indica que os brasileiros reconhecem que há desigualdade racial, mas que o preconceito não é uma questão atual, mas algo remanescente da escravidão, apesar da ordem institucional e estrutural também serem partícipes nesta questão. De acordo com Ivanir dos Santos (ex-especialista do Ministério da Justiça para assuntos raciais), "há uma hierarquia de cor da pele onde os negros parecem saber seu lugar." Para a advogada Margarida Pressburger, membro do Subcomitê de Prevenção da Tortura da Organização das Nações Unidas (ONU), o Brasil ainda é "um país racista e homofóbico."
Um relatório divulgado pela ONU em 2014, com base em dados coletados no fim de 2013, apontou que os negros do país são os que mais são assassinados, os que têm menor escolaridade, menores salários, menor acesso ao sistema de saúde e os que morrem mais cedo. Também é o grupo populacional brasileiro que mais está presente no sistema prisional e o que menos ocupa postos nos governos. Segundo o relatório, o desemprego entre os afro-brasileiros é 50% superior ao restante da sociedade, enquanto a renda é metade da registrada entre a população branca. As taxas de analfabetismo são duas vezes superiores ao registrado entre o restante dos habitantes. Além disso, apesar de fazerem parte de mais de 50% da população (entre pretos e pardos), os negros representam apenas 20% da produção do produto interno bruto (PIB) do país. A violência policial, especialmente contra os negros, e o racismo institucionalizado também são apontados pelas Nações Unidas: em 2010, 76,6% dos homicídios no país envolveram afro-brasileiros. Apesar de reconhecer avanços no esforço do governo em lidar com o problema, o chamado mito da "democracia racial" foi apontado pela organização internacional como um impedimento para superar o racismo no país, visto que é "frequentemente usado por políticos conservadores para desacreditar ações afirmativas".

## Histórico

### Colonização portuguesa

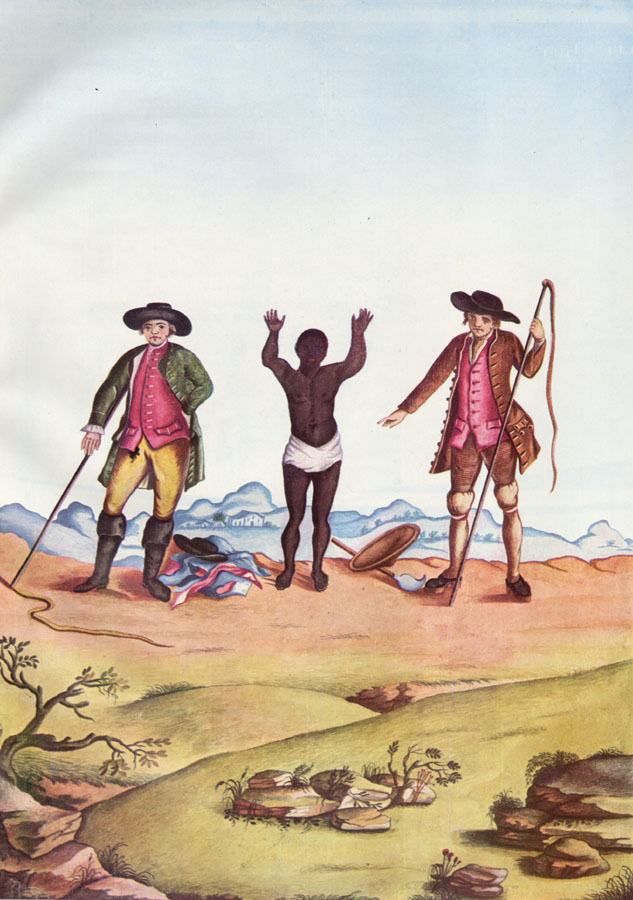
Escravo sendo açoitado em Minas Gerais, no Brasil Colônia, por volta da década de 1770, durante o auge do ciclo do ouro

Durante décadas, a ideia de um Brasil multiétnico vivendo na chamada "democracia racial" sustentou-se no paradigma oficial, seguido por historiadores e cientistas sociais brasileiros, da alegada ausência de rancor racial como uma das peculiaridades do sistema colonial português, defendida por Gilberto Freire. Segundo o autor a plasticidade do caráter nacional português, e a sua tolerância racial, impediriam que as classes e instituições brasileiras fossem determinadas de forma definitiva em termos raciais. A historiografia recente, no entanto, tem vindo a desmontar a narrativa adocicada de Freire sobre a origem miscigenada da população brasileira.
Segundo o antropólogo Darcy Ribeiro, os índios brasileiros não se viam como um povo uno e as tribos nutriam animosidades entre si, gerando guerras constantes. No entanto, o preconceito baseado na aparência física, na cultura ou na religião teria sido trazido junto com os colonizadores portugueses, consequência da crescente intolerância religiosa, que pouco antes da Descoberta do Brasil havia culminado, em 1496, com a expulsão dos judeus que viviam há séculos em Portugal.
Chegando ao que viria a ser o Brasil, os portugueses se depararam com os povos indígenas. A cultura e a religião indígenas foram vistas como inferiores e demoníacas, resultando numa "ação civilizadora" da Igreja Católica a fim de aculturar os nativos ao cristianismo. Segundo vários autores, embora camuflada de boas intenções, o objetivo final da Igreja seria a dominação. Por outro lado, os bandeirantes cometeram várias atrocidades contra as populações indígenas. Escravizada e despojada de suas terras, a maior parte da população nativa foi fisicamente aniquilada.
O racismo no Brasil colonial não era apenas consuetudinário, vez que também tinha base legal. Para ocupar serviços públicos da Coroa, da municipalidade, do judiciário, nas igrejas e nas ordens religiosas era necessário comprovar a "pureza de sangue", ou seja, apenas se admitiam brancos, banindo negros e mulatos, "dentro dos quatro graus em que o mulatismo é impedimento". Era exigida a comprovação da "brancura" dos candidatos a cargos.

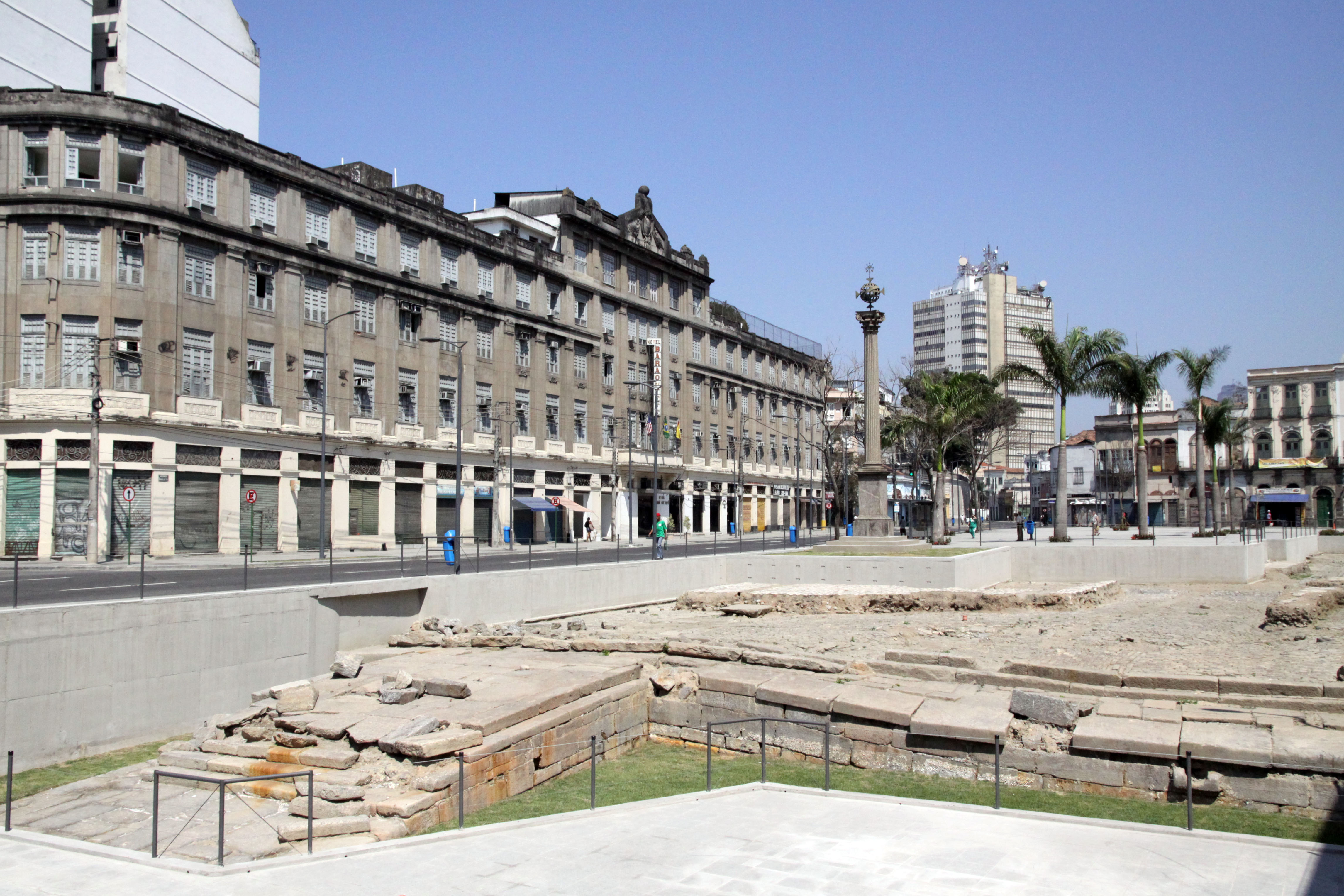
Cais do Valongo, no Rio de Janeiro, um Patrimônio Mundial pela UNESCO e o único vestígio material da chegada dos africanos escravizados nas Américas

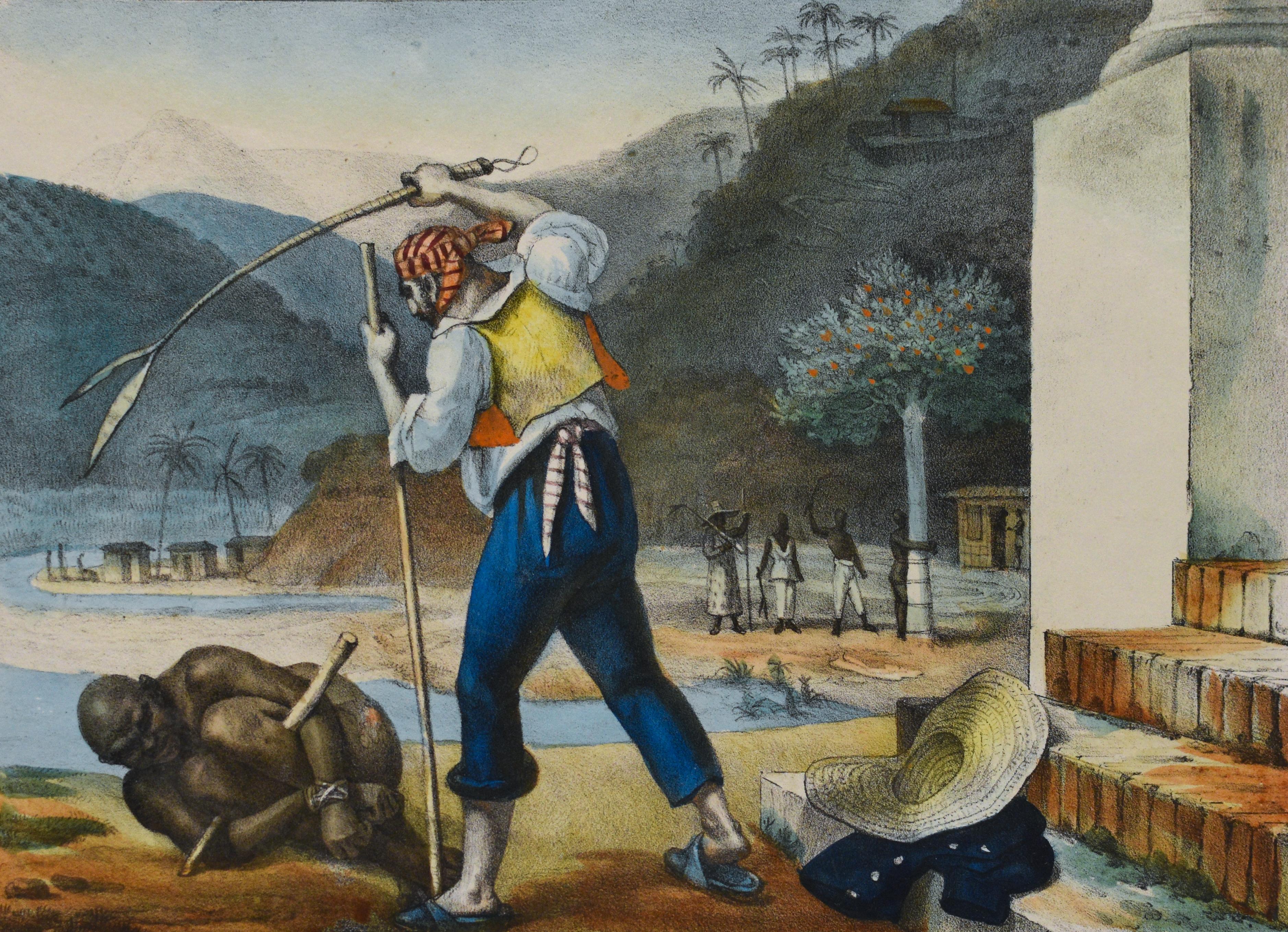
Jean-Baptiste Debret (1768-1848) foi um dos principais pintores que registaram as condições dos escravos no Brasil Imperial

Esse processo envolvia interrogatório de testemunhas, sindicâncias longas no Brasil e em Portugal para atestar a inquestionável origem branca e cristã-velha do indivíduo. Havia um conjunto de leis que proibia negros e mulatos de se "vestirem como brancos", isto é, usar seda ou lã fina e ostentar joias ou adornos de ouro e prata, sob pena de confisco. Em 1710, em Minas Gerais e São Paulo tornou-se proibido que negros, mulatos, índios carijós ou mestiços, livres ou libertos, pudessem portar espada ou arma de fogo, sob pena de açoitamento público no pelourinho. Na sociedade colonial, uma pequena minoria branca ocupava os melhores postos de trabalho e espaços honrosos da sociedade, enquanto a massa composta de negros, mestiços e índios viviam à margem de qualquer bem-estar social. Os portugueses e seus descendentes olhavam a si mesmos como os detentores da cultura, da ordem moral, da cristandade e da autoridade constituída.

### Império

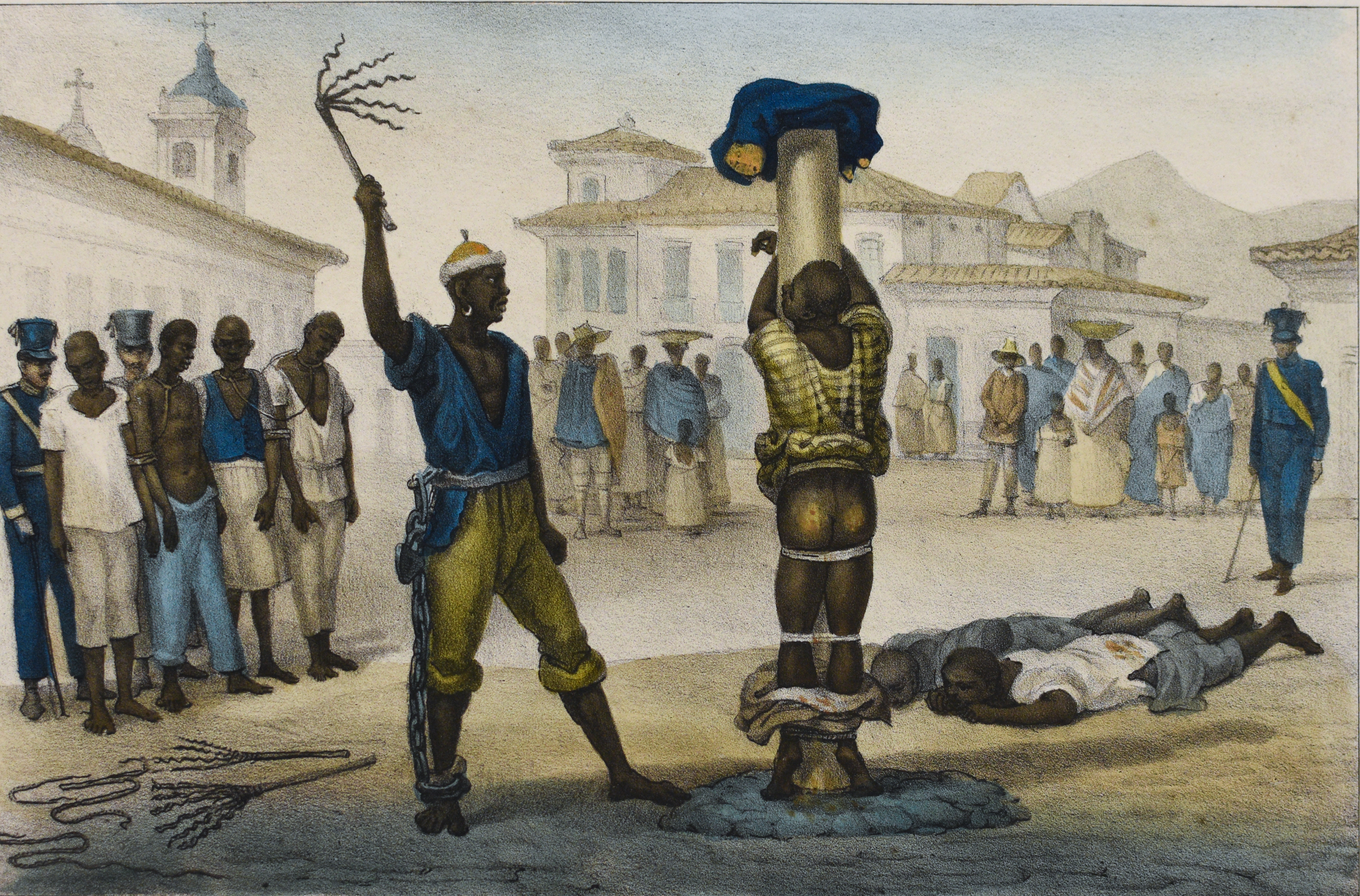
A flagelação pública de um escravo no Rio de Janeiro, por Jean-Baptiste Debret, Voyage pittoresque et Historique au Brésil (1834-1839)

Após a independência do Brasil, a comunidade científica brasileira defensora do evolucionismo seguiu de forma geral não as teorias de Charles Darwin, mas a perspectiva haeckeliana da antropologia evolutiva, cujas ideias causaram uma enorme impressão no Brasil. Sob a influência de Haeckel, médicos e cientistas brasileiros como Domingos Guedes Cabral, João Batista de Sá Oliveira, Jansen Ferreira e Corrêa Filho, consideravam que as diferentes "raças" que constituíam a população brasileira eram espécies separadas, com diferentes aptidões natas para o progresso cultural e intelectual em direção à civilização. Entre eles conta-se Ladislau Netto, fundador do Museu Nacional do Rio de Janeiro, que assinalou o que descreveu como características atávicas abrutalhadas, presentes nos mestiços brasileiros, como o nariz, boca e um odor corporal desagradável descrito como caatinga, defendendo também que existiam mais diferenças entre os botocudos e os arianos, que entre os grandes primatas e os indígenas exibidos na Primeira Exposição Antropológica Brasileira, inaugurada em julho de 1882, concluíndo que as preferências sexuais e estéticas dos indígenas os haviam conduzido a um est pouco acima dos animais.
Em 1823, um ano após a independência, os escravos representavam 29% da população do Brasil, um número que caiu durante toda a existência do império: de 24% em 1854, para 15,2% em 1872 e, finalmente, para menos de 5% em 1889 — no ano anterior a escravidão fora totalmente abolida. Os escravos eram, em sua maioria, homens adultos do sudoeste da África, de diferentes etnias, religiões e línguas, que se identificavam mais com o seu próprio país de origem do que com uma etnia africana compartilhada. Alguns dos escravos trazidos para as Américas haviam sido capturados enquanto lutavam em guerras entre tribos e que, em seguida, foram vendidos para traficantes de escravos.

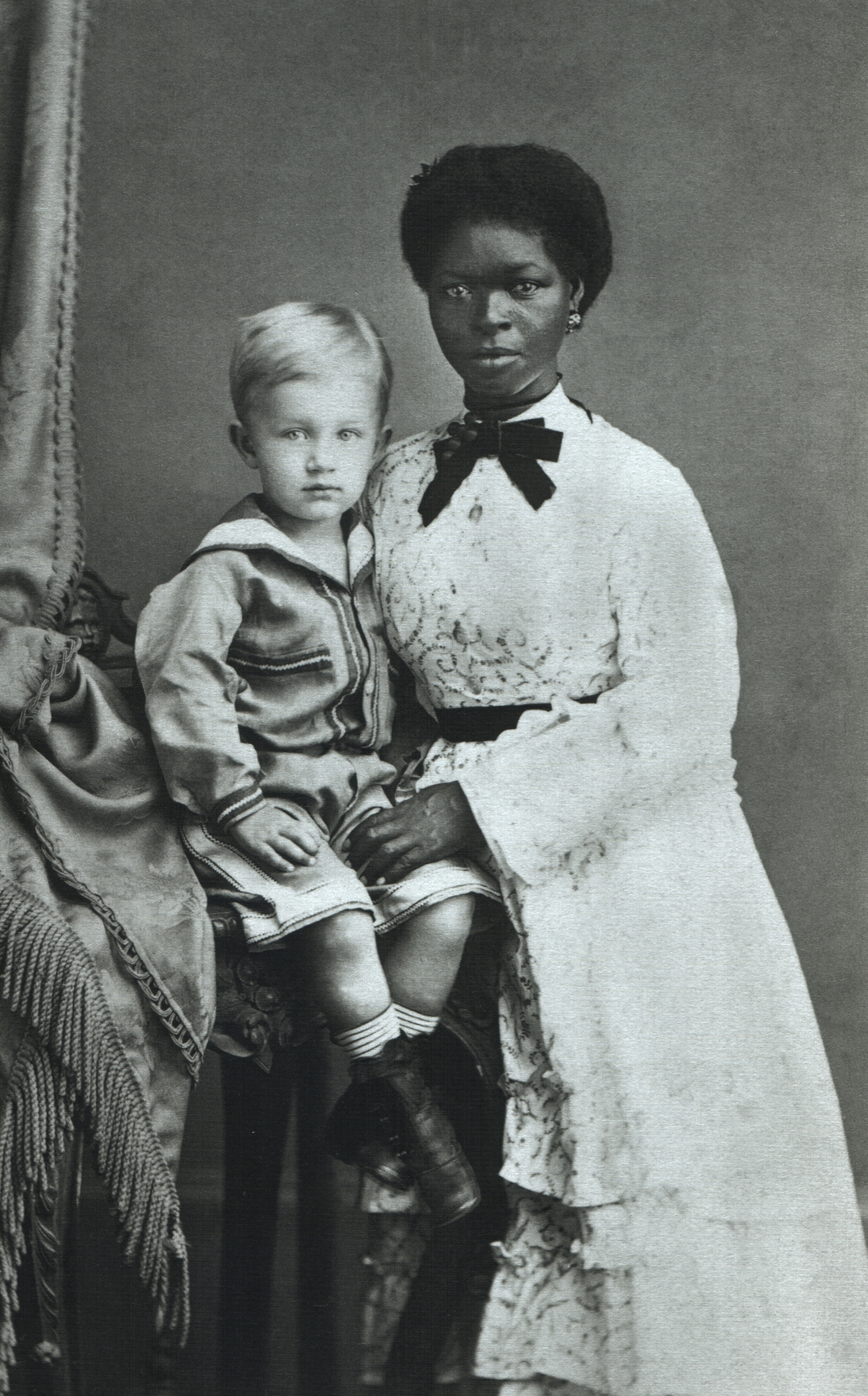
Babá e ama de leite com o menino Eugen Keller na província de Pernambuco, 1874 (Alberto Henschel)

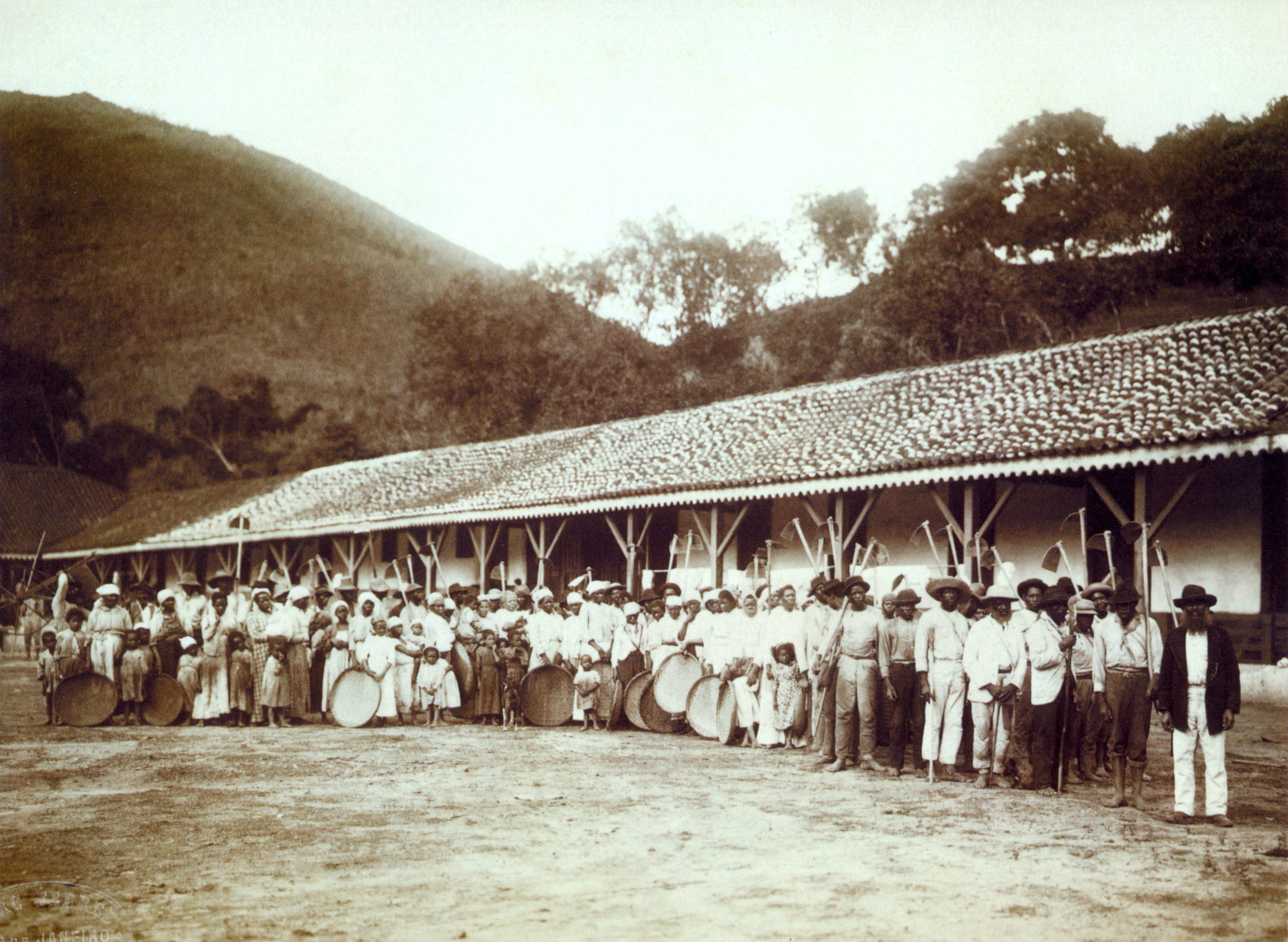
Escravos (incluindo seus filhos) reunidos em uma fazenda de café no Brasil, c. 1885 (Marc Ferrez)

Enquanto os escravos eram geralmente negros ou mulatos, houve registro de casos de escravos brancos — o produto de gerações de relações sexuais interétnicas entre os proprietários e suas escravas mulatas (embora isto fosse muito raro e não fosse aprovado socialmente). Os escravos brancos e seus descendentes eram normalmente encontrados em regiões dedicadas à produção de produtos para exportação para mercados estrangeiros. Os canaviais na costa leste da região nordeste, durante os séculos XVI e XVII, eram locais típicos de atividades econômicas dependentes de mão de obra escrava. No norte da província do Maranhão, o trabalho escravo era usado na produção de algodão e arroz durante o século XVIII. Neste período, os escravos também foram explorados na província de Minas Gerais, onde havia a extração de ouro. A escravidão também era comum no Rio de Janeiro e em São Paulo durante o século XIX, principalmente para o cultivo do café, que se tornou vital para a economia nacional.
A maior parte dos escravos trabalhava como operários de plantação. Relativamente poucos brasileiros possuíam escravos e maior parte das pequenas e médias fazendas empregavam trabalhadores livres. Os escravos podiam ser encontrados espalhados por toda a sociedade em outras funções: alguns foram usados como empregados domésticos, agricultores, mineiros, prostitutas, jardineiros e em muitos outros papéis. Muitos escravos emancipados passaram a adquirir escravos e houve até mesmo casos de escravos que tinham seus próprios escravos. Mesmo os mais severos proprietários de escravos aderiram a uma longa prática de vendê-los juntamente com suas famílias, tomando cuidado para não separá-los.
A prevalência da escravidão não era geograficamente uniforme em todo o Brasil. Em 1864, apenas cinco províncias (Rio de Janeiro com 23%, Bahia com 18%, Pernambuco com 15%, Minas Gerais com 14% e São Paulo com 5%) tinham 75% dos escravos do país, que à época perfaziam um total de 1 milhão e 715 mil indivíduos segundo o Instituto Brasileiro de Geografia e Estatística (IBGE). Entre as demais 15 províncias, se destacava o Maranhão com 4% da população escrava brasileira. Por volta de 1870, cinco províncias (Rio de Janeiro com 30%, Bahia com 15%, Minas Gerais com 14%, São Paulo com 7% e Rio Grande do Sul também com 7%) tinham 73% do total da população escrava do país. Estes eram seguidos por Pernambuco (com 6%) e Alagoas (com 4%). Entre as restantes treze províncias, nenhuma chegava a ter individualmente mais de 3% do total de escravos. E, já em 1887, ano anterior à Abolição da Escravatura, as cinco províncias com maior população escrava (Minas Gerais com 26%, Rio de Janeiro com 23%, São Paulo com 15%, Bahia com 11% e Pernambuco com 6%) detinham 81% dos escravos do Império do Brasil, de um total de 723 419 indivíduos.
Os escravos que eram libertos imediatamente se tornaram cidadãos, com todos os direitos civis garantidos. A única exceção era que, até 1881, os escravos libertos foram impedidos de votar nas eleições, embora seus filhos e descendentes pudessem participar do processo eleitoral.

### Século XX
O racismo no Brasil continuou a ser perpetuado pela minoria branca após a independência. No Brasil republicano, o país continuava voltado ideologicamente para a Europa, tendo a cultura europeia como modelo. Esse ideal contribuía para se perpetuar um sentimento de repulsa aos negros, pardos, mestiços ou crioulos. Obcecada em "branquear" o país, no século XIX a elite política incentivou enormemente a vinda de imigrantes europeus. O racismo foi inclusive reforçado com a chegada desses imigrantes, como alemães e italianos, pois eles frequentemente mantinham uma relação conflituosa com índios e negros. Os descendentes desses imigrantes também foram vítimas de preconceito durante o surto nacionalista do Estado Novo (1937-1945), quando línguas estrangeiras chegaram a ser proibidas de ser faladas publicamente no Brasil. Muitos imigrantes foram tratados de forma agressiva pela polícia que os reprimia. Os descendentes de alemães, em particular, eram identificados pelos brasileiros devido ao seu sotaque e cabelos loiros e eram vistos como "outsiders", o que os tornava alvos fáceis de agressividade. Os imigrantes portugueses também foram muito discriminados durante a República Velha, pois eram associados aos antigos colonizadores e responsabilizados pelas mazelas sociais que atingiam o tecido urbano brasileiro, sobretudo no Rio de Janeiro. Os imigrantes japoneses foram igualmente alvo de discriminação, pois a chegada desse grupo asiático ao país fez reverberar um sentimento antijaponês, inclusive nos meios intelectuais, que os discriminavam por suas características raciais e culturais. Os judeus foram outro grupo mal recebido no Brasil, quando chegaram em grande número ao país entre 1920 e 1940, fugindo das perseguições em andamento na Europa.
De acordo com Maria Helena Alves Moreira, no início do século XX as desigualdades entre ricos e pobres foram exacerbadas pelo tratamento diferenciado dos migrantes urbanos durante e após a Grande Depressão, quando os migrantes internos, que eram principalmente descendentes de ameríndios ou escravos africanos, não receberam ajuda do governo ou treinamento na adaptação aos grandes centros urbanos, e, portanto, foram empurrados para uma espécie de "apartheid social", forçados a viver em favelas e empregar-se em postos de trabalho desagradáveis e servis que os brancos evitavam. Por outro lado, os imigrantes europeus, árabes e japoneses foram diretamente assistidos por vários programas de governo, bem como outros benefícios.

### Período contemporâneo
O racismo que persiste de forma intensa no país é voltado contra negros, mulatos e índios, mas sobretudo contra os primeiros. De acordo com Darcy Ribeiro, as atuais classes dominantes brasileiras "guardam, diante do negro, a mesma atitude de desprezo vil" que seus antepassados escravocratas tinham. Os pobres e os negros em geral são vistos como culpados de sua própria desgraça, explicada por suas características raciais e não devido à escravidão e à opressão. Contudo, segundo Ribeiro, não é só o branco que discrimina o negro no Brasil. O preconceito é assimilado pelos próprios mulatos e até pelos negros que ascendem socialmente, "os quais se somam ao contingente branco para discriminar o negro-massa". Jessé de Souza também inclui na chamada "ralé brasileira" pessoas brancas de classes sociais inferiores e considera que o racismo científico sempre influenciou as ciências sociais no Brasil. Por isso ainda há resquícios do mito da democracia racial, que propagava que no Brasil não existia racismo ou que ele era menor que no restante do mundo. O preconceito racial persiste na sociedade brasileira, embora muitas vezes camuflado. Os negros são hoje no Brasil o grupo étnico-racial mais pobre e com menor nível de escolaridade. Também são os que mais morrem assassinados e são as maiores vítimas da violência policial. Os seguidores de religiões afro-brasileiras são ainda vítimas de discriminação e tachados como praticantes de seitas demoníacas, tendo seus terreiros invadidos e depredados por fanáticos religiosos. Os movimentos sociais ainda alegam que a televisão brasileira também discrimina os negros, que segundo estes argumentos são subrepresentados na sua programação, sobretudo nas telenovelas e em programas jornalísticos. Segundo a ONU, o racismo é um problema estrutural do Brasil.

### Casuística no século XXI
Diversos casos de racismo e injúria racial passaram a ser denunciados no país no século XXI, expondo situações em que grupos e indivíduos manifestam sua postura discriminatória. Uma pesquisa realizada no ano 2000 no Rio de Janeiro indicava que 93% da população declarava existir racismo contra os negros no país, contrastando com a resposta em que 87% dos entrevistados declararam não ter qualquer tipo de preconceito. De acordo com o "Atlas da Violência" no Brasil em 2019, 75,5% das vítimas de assassinato no país eram negras e, na década compreendida entre 2007 a 2017, o percentual de negros vítimas de homicídio crescera 33,1%, sendo essa proporção maior nos estados do Rio Grande do Norte, Ceará, Pernambuco, e Alagoas.
Após a ascensão política da extrema-direita em um fenômeno conhecido como onda conservadora, que culminou na eleição de Jair Bolsonaro, diversos grupos passaram a manifestar expressamente a negação do racismo, bem como a combater frontalmente não somente as políticas de reparação e inclusão; na véspera do Dia da Consciência Negra o deputado Coronel Tadeu rasgou uma das fotografias em exposição na Câmara, ao argumento de que ofendia os policiais, pois a mesma retratava um homem negro ferido por uma bala da polícia. Dentro de seu próprio governo a nomeação de Sérgio Nascimento de Camargo para o comando da Fundação Palmares gerou controvérsias pois o mesmo declarou que não existe racismo no Brasil além de outras afirmações consideradas racistas e negacionistas: "já se posicionou contra o dia da Consciência Negra, afirmou que a atriz Taís Araújo deve voltar para a África e declarou ainda que a escravidão foi boa porque negros viveriam em condições melhores no Brasil do que no continente africano". Em novembro de 2020 Frederick Wassef, advogado o presidente Jair Bolsonaro, foi acusado de ataques raciais contra Danielle da Cruz Oliveira, atendente de uma pizzaria em Brasília.
Após o pleito municipal de 2020 a cidade de Joinville elegeu a primeira vereadora negra na história daquela cidade, Ana Lúcia Martins; após o resultado da apuração ela foi alvo de ameaças de morte por anônimos que se diziam integrantes da "juventude hitlerista", teve suas redes sociais invadidas com dados apagados e um radialista da cidade insinuara que ser "mandato não é bem-vindo em Joinville".

#### Racismo entre evangélicos, "cristãos" e católicos
O racismo prevalece e se reforça através de instituições sociais, como as igrejas cristãs (evangélicos, protestantes, pentecostais, católicos, etc). Segundo Araújo e Santos, "As igrejas protestantes cristãs, popularmente denominadas de igrejas evangélicas, desde a sua introdução na sociedade brasileira, têm se mostrado inacessíveis, omissas e silenciosas no que se refere às questões das relações étnico-raciais no país, isto é, no que diz respeito ao lugar marginal em que a população negra se encontra na sociedade brasileira desde o período escravista."
O doutor de sociologia, Dr. Vitor G. Queiroz, fez extensa pesquisa sobre o racismo e discriminação sofridos por negros no meio evangélico do Brasil. Queiroz descreve inúmeros casos reais de igrejas evangélicas e "cristãs" abertamente discriminando negros e a cultura afrobrasileira, o que tem se intensificado com a entrada de evangélicos no mundo político e midiático. Um movimento negro anti-racismo vem se formando dentro do âmbito "cristão" para conscientizar os fiéis dos problemas de racismo institucional e histórico enfrentado por afro-descendentes nas igrejas e outras instituições sociais.
A ordenação de sacerdotes negros na Igreja Católica brasileira registra vários casos em que padres afrodescendentes sofreram com o racismo por parte de fiéis e, mesmo, até dentro do seminário onde estudaram. O frade franciscano David Raimundo dos Santos, que em 2021 dirigia a entidade EDUCAfro, era seminarista quando vários colegas de origem alemã e italiana convidaram-no a um almoço junto a outros colegas de cor para comemorarem o Dia da Abolição e, ao ali chegarem, encontraram a mesa do refeitório estava "decorada" com os dizeres: "Navio Negreiro".
No ano de 2012, na cidade de Adamantina (São Paulo), sofreu com o racismo de alguns fiéis até ser transferido; em 2017 na cidade de Serra Preta (Bahia) o padre Gilmar Assis sofreu ofensas racistas em mensagens por rede social; em Alfenas (Minas Gerais) no ano de 2019 o padre Riva Rodrigues de Paula foi ofendido racialmente por um casal ao chegar para celebrar a missa no Dia da Consciência Negra e, antes disso, a paróquia recebera telefonemas que mandavam avisar com antecedência "quando o padre preto" fosse celebrar; nesse mesmo ano a Igreja do Sagrado Coração de Jesus no Rio de Janeiro foi invadida por vinte pessoas que, ao final, ofenderam e agrediram os paroquianos presentes à missa no Dia da Consciência Negra - este último caso foi feita ocorrência policial e cinco "manifestantes" foram indiciados - mas tradicional missa foi cancelada no ano seguinte pela Diocese respectiva, após a convocação de nova manifestação.
Frei David, vítima do racismo no seminário, esclarece: “Quando aqueles seminaristas mexeram comigo e meus companheiros, e praticaram aquilo que chamamos de ‘racismo recreativo’, não tinham a intenção de nos ofender ou humilhar. Não havia, naquela época, a clareza que temos hoje de que essas gozações são, na verdade, humilhações”, concluindo que “Hoje, o racismo é muito mais cruel. Os seminários precisam despertar seus seminaristas negros para a negritude e encorajá-los a beber na fonte da história do povo negro. Uma história de muita luta, dor e sofrimento”.
O historiador Ronaldo Pimentel Baptista, autor de "Questões Raciais na Igreja Católica" (2019), ressalta que "Já é passada a hora de não só a CNBB, mas, a Igreja Católica propor não só uma campanha temporária, mas uma ação permanente que extrapole o âmbito religioso no combate efetivo ao racismo no mundo”, lembrando que em 1988 com o tema "A Fraternidade e o Negro" a entidade alterou o lema da sua "Campanha da Fraternidade" no ano do centenário da Abolição de “Negro: Um Clamor de Justiça” para “Ouvi o Clamor Deste Povo”, e que o cardeal Dom Eugênio Sales alterou-o no Rio de Janeiro para “A Fraternidade e o Negro”; Baptista ressalta ainda a necessidade de acabar com a baixa presença do negro nos postos elevados da hierarquia católica brasileira onde, em 2021, dos 483 cardeais, bispos e arcebispos existentes, apenas 37 eram negros.
Dom Zanoni Demettino Castro, arcebispo de Feira de Santana, acerca do episódio na paróquia de Serra Preta, declarou que “A Igreja Católica não é somente o padre e o bispo. É o povo de Deus também. Infelizmente, a mentalidade da ‘Casa Grande’ ainda está presente em nosso povo”.

### Amplitude do preconceito racial
Segundo pesquisa do Datafolha, publicada em 2019, uma ampla maioria dos brasileiros entrevistados (78%) relatou nunca ter sido vítima de preconceito racial, e 22% afirmaram já terem sido discriminados. A tabela abaixo mostra os resultados obtidos:
| Você já sofreu preconceito por causa da sua cor ou raça? | Você já sofreu preconceito por causa da sua cor ou raça? | Você já sofreu preconceito por causa da sua cor ou raça? | Você já sofreu preconceito por causa da sua cor ou raça? |
| Cor do entrevistado                                      | Presença na amostra                                      | Já sofreu                                                | Nunca sofreu                                             |
| -------------------------------------------------------- | -------------------------------------------------------- | -------------------------------------------------------- | -------------------------------------------------------- |
| Pardo                                                    | 40%                                                      | 18%                                                      | 82%                                                      |
| Branco                                                   | 33%                                                      | 11%                                                      | 89%                                                      |
| Preto                                                    | 16%                                                      | 55%                                                      | 45%                                                      |
| Amarelo                                                  | 4%                                                       | 9%                                                       | 91%                                                      |
| Indígena                                                 | 2%                                                       | 30%                                                      | 70%                                                      |
| Outro                                                    | 5%                                                       | -                                                        | -                                                        |
| Total                                                    | 100%                                                     | 22%                                                      | 78%                                                      |

Uma pesquisa anterior também mostra que a grande maioria dos brasileiros nunca foi vítima de racismo. 64% dos "pretos" e 84% dos "pardos" declararam nunca ter sido alvos de preconceito racial. 87% dos entrevistados que se declaravam "brancos" e 91% dos "pardos" afirmaram não ter preconceito nenhum contra "negros" e 87% dos que se definiam como "pretos" negavam ter preconceito contra "brancos". Os brasileiros reconhecem que existe racismo no país, mas o percebem como um fenômeno bastante minoritário, conquanto algumas de suas manifestações sejam intensas, como, por exemplo, ações policiais mais violentas em relação a brasileiros que têm a pele mais escura.
Segundo pesquisa do Datafolha de 2018, 66% dos brasileiros discordam da frase "Negros ganham menos que brancos no mercado de trabalho pelo fato de serem negros" (54% discordam totalmente e 12% discordam em parte), ao passo que 29% concordam com a frase (19% concordam totalmente e 10% concordam em parte). Os brasileiros enxergam a desigualdade social como o grande obstáculo para o desenvolvimento do país e veem a sociedade brasileira como dividida em classes sociais, mas não como dividida por barreiras raciais e étnicas.
Alguns autores refutam a tese de que não exista racismo no Brasil, mas também não concordam que o Brasil seja um país estruturalmente racista. Segundo explica Antonio Risério, em meados do século XX, o Brasil era visto nos Estados Unidos como um exemplo de país onde pessoas de diferentes etnias conviviam bem, contrastando com a sociedade rigorosamente segregacionista norte-americana. O Brasil era usado como modelo para criticar a segregação racial nos EUA. Essa visão positiva do Brasil sempre incomodou alguns ideólogos norte-americanos, que iniciaram um movimento para tentar "provar" que o Brasil era tão ou até mais racista que os Estados Unidos. Contrariando as evidências disponíveis, tentavam demonstrar que o "racismo à brasileira", dissimulado e mascarado, era mais perverso que o dos Estados Unidos, muito embora nunca tenham existido, no Brasil, banheiros para negros e banheiros para brancos, grupos de linchamentos como a Ku Klux Klan ou a proibição de casamentos interraciais, que vigoraram até 1967 em dezesseis estados americanos.
No mesmo sentido, Pierre Bourdieu e Loïc Wacquant explicam que, na tentativa de desconstruir o mito da democracia racial, ideólogos norte-americanos foram para o extremo oposto, objetivando provar que o Brasil é um país eminentemente racista: "Em vez de considerar a constituição da ordem etno-racial brasileira em sua lógica própria, essas pesquisas contentam-se, na maioria das vezes, em substituir, na sua totalidade, o mito nacional da "democracia racial" (tal como é mencionada, por exemplo, na obra de Gilberto Freyre, 1978), pelo mito segundo o qual todas as sociedades são "racistas", inclusive aquelas no seio das quais parece que, à primeira vista, as relações "sociais" são menos distantes e hostis."
Essas pesquisas, feitas nos Estados Unidos ou por brasileiros influenciados por padrões americanos, tentam aplicar a lógica racial norte-americana, onde o mestiço não existe (segundo a regra de uma gota), em um país como o Brasil, onde a maior parte da população se reconhece como mestiça ou parda. Segundo a historiadora Mary del Priore, "Nós sempre ficamos muito constrangidos de manifestar nossos preconceitos porque temos uma população extraordinariamente mestiçada. O Brasil tem 48% da sua população de pardos, 42% de brancos e 8% de negros, o que significa que uma série de obstáculos foram vencidos para nós termos “pardizado” a nossa sociedade." Muito embora alguns grupos sustentem que a miscigenação no Brasil foi resultado principalmente de estupros, o historiador Manolo Florentino refuta essa tese: "A miscigenação brasileira tem muito mais a ver com o português pobre que interage matrimonialmente e sexualmente com as mulheres negras do que propriamente com homens de elite mantendo relações sexuais com mulheres pobres negras escravizadas". É ampla a documentação mostrando que, durante a História brasileira, sempre foram comuns relacionamentos consensuais e duradouros entre homens brancos e mulheres de origem africana ou indígena, e, no Brasil, nunca existiram legislações que impedissem a miscigenação.
O Brasil foi colonizado por portugueses católicos e os Estados Unidos por britânicos protestantes, e os dois povos tinham mentalidades diferentes: "De qualquer sorte, e sem se resumir ao exemplo católico, a cultura lusa de extração barroca sempre se mostrou mais aberta para o ‘outro’, como gostam de dizer os antropólogos, do que a cultura puritana, mais repressora, mais rígida e mais fechada em seus princípios, sob os signos aterrorizantes da pureza e do pecado. Se quiserem, podem falar de competência e inflexidade puritanas e de incompetência e promiscuidade lusas. O que não se pode é fechar os olhos para a distinção."
A divisão racial norte-americana mais assemelha-se a um sistema de castas e os Estados Unidos são o único país no mundo onde o filho de um negro com um branco é classificado como negro, portanto a lógica racial norte-americana não tem aplicabilidade no resto do mundo.
Para adequar-se à lógica birracial norte-americana, alguns estudos feitos no Brasil apresentam estatísticas somando a população preta e parda e frequentemente denominando-a "negra", de modo a criar um bloco "branco" e outro "negro", apagando a população mestiça e parda. Essa metodologia não tem nenhum respaldo genético. Segundo estudo genético de 2007, os pardos brasileiros têm 68,1% de ancestralidade europeia, 23,6% africana e 7,3% indígena, estando mais próximos dos "brancos" do que dos "pretos". Conforme ensinou Darcy Ribeiro, quem está mais suscetível a sofrer racismo no Brasil é o negro de pele retinta, que é a minoria da população brasileira. O racismo não recai com a mesma intensidade sobre o grupo majoritário pardo: "Nessa escala, negro é o negro retinto, o mulato já é o pardo e como tal meio branco, e se a pele é um pouco mais clara, já passa a incorporar a comunidade branca". A explicação de Darcy Ribeiro é corroborada pela pesquisa de 2019 do Datafolha, a qual mostra que os pardos estão mais próximos dos brancos no que se refere à porcentagem que já foi vítima de racismo: 11% dos brancos e 18% dos pardos, contra 55% dos pretos. Porém, do ponto de vista salarial, os pardos estão mais próximos dos pretos, pois, em média, ambos recebem menos que os brancos.

## Ideologia do branqueamento

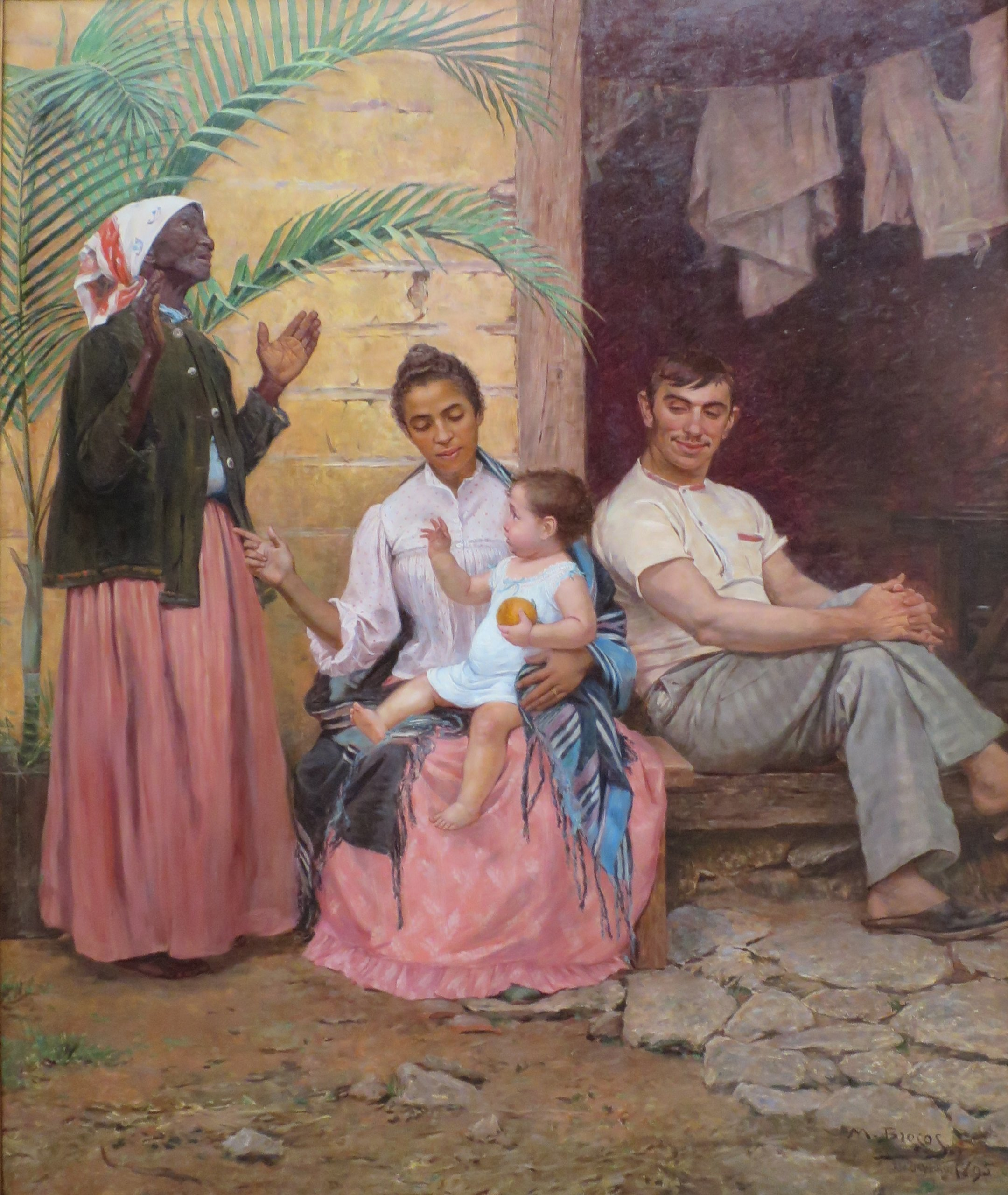
Obra Redenção de Can (1895). Avó negra, filha mulata, genro e neto brancos, para o governo da época, a cada geração o brasileiro ficaria mais branco. Quadro de Modesto Brocos y Gomes

No Brasil, o mestiço, dependendo do tom da sua pele, era classificado como quase-branco, semibranco ou sub-branco, e tinha tratamento diferenciado do negro retinto, porém nunca era classificado como quase-negro, seminegro ou sub-negro. Por isso, a mestiçagem no Brasil sempre foi vista como o "clareamento" da população, e não como o "enegrecimento" dela. A ideologia do branqueamento criou raízes profundas na sociedade brasileira no início do século XX. Muitos negros assimilaram os preconceitos, os valores sociais e morais dos brancos. Por isso, "desenvolveram um terrível preconceito em relação às raízes da negritude". A recusa da herança africana e o isolamento do convívio social com outros negros eram características desses negros "branqueados socialmente". Para se tornarem "brasileiros", os negros tinham que abdicar de sua ancestralidade africana e assumir os valores "positivos" dos brancos, pois o próprio "abrasileiramento" passava por uma assimilação dos valores e modos dos brancos. Nesse contexto, o racismo brasileiro é peculiar, pois a própria vítima do racismo assume o papel de seu próprio algoz, ao reproduzir o discurso discriminatório do qual ela mesmo é vítima e ao interiorizar esses conceitos dentro de sua própria comunidade.
Assim, muitos negros brasileiros cultuaram o padrão de beleza branco, associando os traços africanos à fealdade e recorrendo a diversos métodos para "mascarar" suas próprias características físicas, criando uma obsessão nas mulheres negras em alisar o cabelo, estimulando a venda de produtos que prometiam "clarear a pele" e por meio de métodos excêntricos de tentar se branquear, como na crença de que beber muito leite daria esse resultado. Também por meio da assimilação dos valores morais e sociais das classes dominantes, fazendo com que toda a característica cultural que remetesse ao passado africano fosse considerada inferior e motivo de vergonha. Por meio do branqueamento biológico, muitos negros optaram por se casar com parceiros de pele mais clara, preferencialmente brancos. Quando o parceiro era branco e rico, simbolizava uma melhoria dupla: de raça e de classe social. A procura por parceiros de pele mais clara estava enraizada na mentalidade de muitos membros da comunidade negra, inclusive por pais negros que compeliam seus filhos a se casarem com pessoas de tom de pele mais claro, na esperança de que seus filhos e netos se parecessem cada vez menos com a filiação afro-negra. Na mentalidade dessas pessoas, quando o filho nascia mais claro que os pais, simbolizava uma vitória, mas quando nascia mais escuro, uma derrota. Ter um filho de pele mais clara simbolizava que ele teria menos chances de sofrer e mais oportunidades de vencer na vida.
A ideologia do branqueamento no Brasil teve consequências nefastas, à medida que parte da comunidade negra absorveu o branqueamento estético, biológico e social como metas. A historiadora Angela Figueiredo chega mesmo a afirmar que no Brasil "todos nós nascemos embranquecidos", pois há a predominância da cultura "branca", "e só enegrecem ou se tornam negros ao longo dos anos os que optam por
incluir em suas vidas os aspectos identificados com a "cultura negra" e se tornam curiosos em conhecer o seu passado".

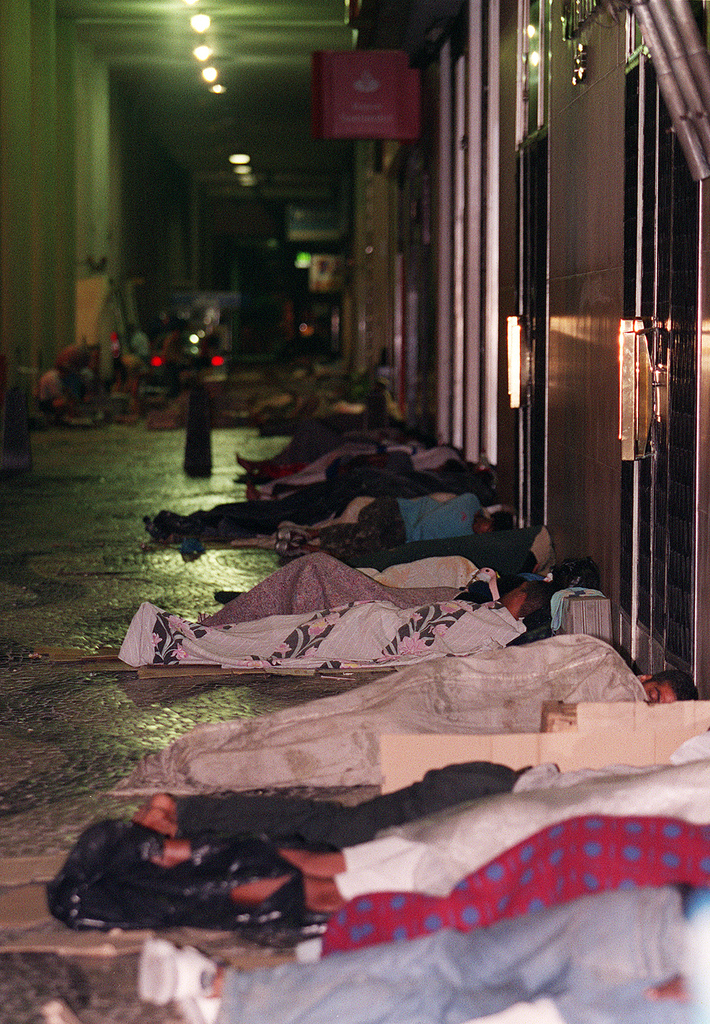
Moradores de rua no Rio de Janeiro

Muito se comparou os negros americanos com os brasileiros, fazendo uma crítica que a sociedade americana era marcada pelo ódio e segregação racial, enquanto que no Brasil havia uma harmonia e paz entre as raças. Porém, enquanto nos Estados Unidos o racismo estava escancarado e qualquer pessoa com uma gota de sangue africano era excluída socialmente, favorecendo a união desses excluídos que lutavam pelos seus direitos, no Brasil o racismo foi camuflado pela ideologia do branqueamento. Para a pessoa tentar conseguir ascender socialmente ela tinha que passar por um processo de "branqueamento" estético, biológico e social, criando um profundo complexo de inferioridade na população brasileira e uma consequente negação de qualquer elemento que remetesse à sua negritude.

### Preconceito à brasileira
O preconceito no Brasil é sempre atribuído ao “outro”. É isso que constatou uma pesquisa realizada em 1988, em São Paulo, na qual 97% dos entrevistados afirmaram não ter preconceito e 98% (dos mesmos entrevistados) disseram conhecer outras pessoas que tinham preconceito. Sobre o grau de relação que mantinham com aquelas pessoas que consideravam racistas, frequentemente eram apontados parentes próximos, namorados ou amigos íntimos. Todo brasileiro parece se sentir como “numa ilha de democracia racial, cercado de racistas por todos os lados”. À mesma conclusão chegou outra pesquisa realizada em 1995 pelo jornal Folha de S.Paulo. Embora 89% dos entrevistados disseram haver preconceito de cor contra negros no Brasil, somente 10% admitiram tê-lo. Porém, de maneira indireta, 87% dos entrevistados revelaram algum preconceito ao concordar com frases e ditos de conteúdo racista, ou ao enunciá-los. Um mascaramento da realidade também ocorreu quando outra pesquisa entrevistou frequentadores de bailes negros em São Paulo. A maioria dos entrevistados disse que nunca foi vítima de discriminação, ao mesmo tempo que apontou casos de racismo envolvendo familiares ou conhecidos próximos. No Brasil, portanto, ninguém nega que exista racismo, porém, tanto o racista como a vítima do racismo são sempre “o outro”, e não as próprias pessoas.

## Impacto

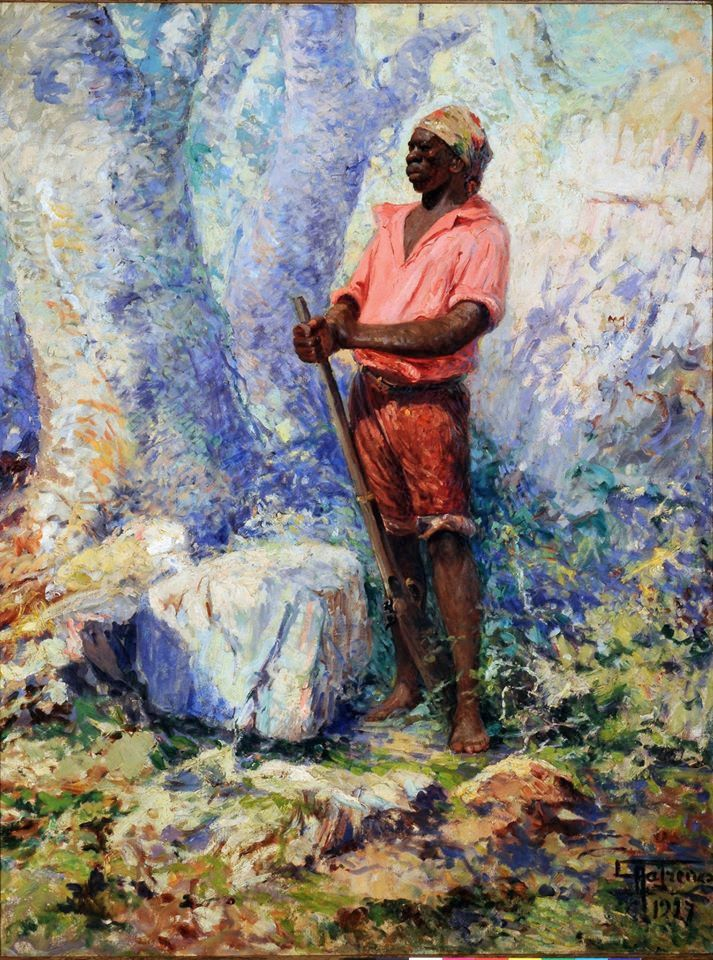
O líder quilombola Zumbi dos Palmares, herói da resistência negra contra a escravidão na Capitania de Pernambuco durante o ciclo da cana-de-açúcar

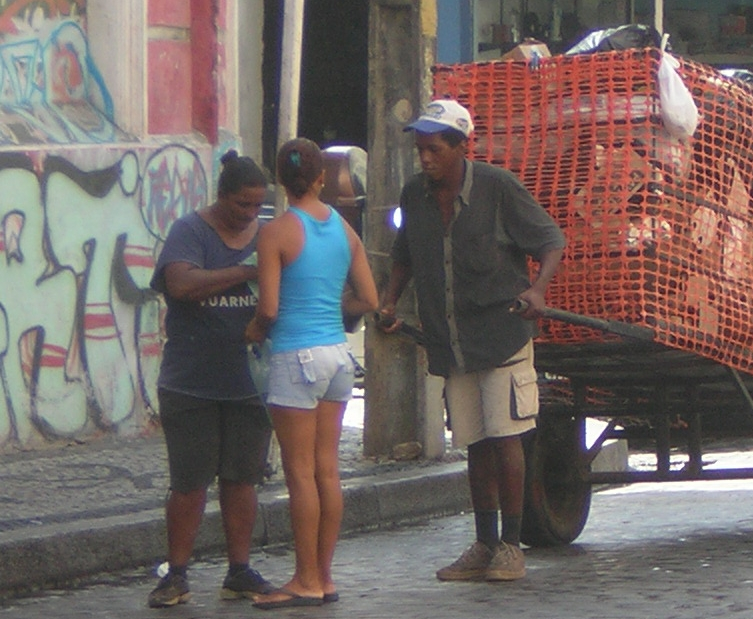
Catadores de lixo no Recife. Mais de 70% dos brasileiros vivendo na miséria são negros ou pardos

Um relatório da UFRJ divulgado em 2011 aponta que tem crescido a parcela de negros e pardos no total de desempregados. De acordo com o relatório, em 2006, 54,1% do total de desocupados eram negros e pardos (23,9% de homens e 30,8% de mulheres). Pouco mais de 10 anos antes, ou seja, em 1995, os negros e pardos correspondiam a 48,6% desse total (25,3% de homens e 23,3% de mulheres).
Em relação aos que estão empregados, as diferenças entre as raças também são claramente perceptíveis: em 2006, o rendimento médio mensal real dos homens brancos equivalia a R$ 1 164,00, valor 56,3% superior à remuneração obtida pelas mulheres brancas (R$ 744,71), 98,5% superior à conseguida pelos homens negros e pardos (R$ 586,26) e 200% à obtida pelas mulheres negras e pardas.
Um levantamento do MDS divulgado em 2011 estima que, na parcela extremamente pobre da população, 50,5% são mulheres e 70,8% declararam ser pretas ou pardas. O Censo 2010 apurou que, dos 16 milhões de brasileiros vivendo em extrema pobreza (ou com até R$ 70 mensais), 4,2 milhões são brancos e 11,5 milhões são pardos ou pretos.
| Indicadores           | Brasileiro branco | Brasileiro negro |
| --------------------- | ----------------- | ---------------- |
| Analfabetismo         | 5,9%              | 13,3%            |
| Nível universitário   | 15,0%             | 4,7%             |
| Expectativa de vida   | 73,13             | 67,03            |
| Desemprego            | 5,7%              | 7,1%             |
| PIB per capita        | R$ 22 699         | R$ 15 068        |
| Mortes por homicídios | 29,24%            | 64,09%           |

### Violência
Uma série de homicídios no Brasil foi estudada no período entre 2000 e 2009. As variáveis explicativas foram: raça/cor da pele, gênero e educação. As estatísticas de óbitos foram obtidas do Sistema de Informações sobre Mortalidade. A análise de tendência foi realizada por meio de uma regressão polinomial para uma série de tempo histórico (p <0,05, intervalo de confiança de 95%). A população negra representava 69% das vítimas de homicídios em 2009. A taxa de homicídios aumentou na população negra, enquanto diminuiu na população branca no período estudado. A taxa de homicídios aumentou nos grupos com educação superior e inferior entre os negros, entre brancos, a taxa de homicídios diminuiu para aqueles com o menor nível de escolaridade e manteve-se estável no grupo com níveis educacionais mais elevados. Em 2009, os negros tinham um risco maior de morte do que os brancos por homicídio, independentemente do nível de educação. Entre 2004 e 2009, a taxa de homicídios diminuiu na população branca, enquanto aumentou na população negra. O risco relativo de ser vítima de homicídio aumentou na população negra, o que sugere um aumento da desigualdade. O efeito de medidas antiarmas implementadas no Brasil em 2004 foi positivo na população branca e menos pronunciada na população negra. No geral, a raça/cor da pele era relevante na ocorrência de homicídio.
Em 2008, um novo patamar: morreram 111,2% proporcionalmente mais negros do que brancos no Brasil. O cenário é ainda pior entre os jovens (15-24 anos). Entre os brancos, o número de assassinatos caiu de 6 592 para 4 582 entre 2002 e 2008, uma diferença de 30%. Enquanto isso, os assassinatos de jovens negros subiu de 11 308 para 12 749 - um aumento de 13%. Em 2008, 127,6% morreram jovens negros proporcionalmente mais que os brancos. Dez anos antes, essa diferença foi de 39%. No Estado da Paraíba, em 2008, morreram 1 083% mais negros do que brancos. No Estado de Alagoas, foram 974,8% mais mortes de negros do que brancos. Em 11 Estados, esse índice ultrapassa 200%. Como um extermínio não declarado, de acordo com o governo federal.

### Classe social

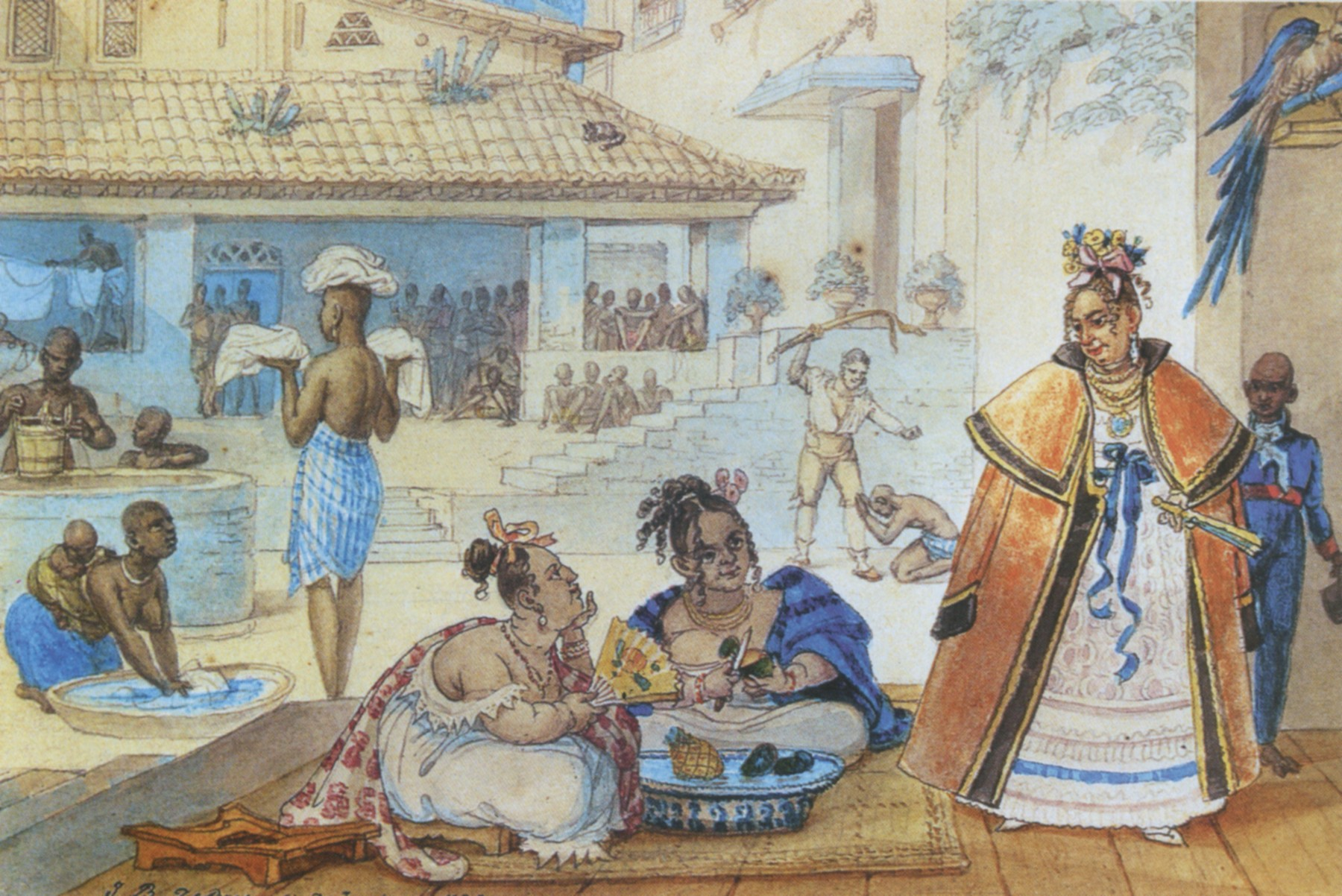
Escravos domésticos no Brasil em 1820, por Jean-Baptiste Debret

Alguns consideram que as comparações feitas entre a África do Sul durante o apartheid e a sociedade brasileira atual são reforçadas pelo fato de que as desigualdades sócio-econômicas ainda afetam particularmente os afro-brasileiros. De acordo com o ex-deputado federal Aloizio Mercadante, de São Paulo, um membro do Partido dos Trabalhadores (PT): "Assim como a África do Sul teve o apartheid racial, o Brasil tem o apartheid social." O jornalista Kevin G. Hall escreveu em 2002 que os afro-brasileiros estão atrás dos brasileiros brancos em quase todos os indicadores sociais, incluindo renda e educação, e aqueles que vivem em cidades são muito mais propensos a serem abusados, mortos ou presos pela polícia.
A situação social do Brasil também tem impactos negativos nas oportunidades educacionais dos desfavorecidos. Os ricos vivem em condomínios fechados e as classes desfavorecidas não interagem em nada com os mais ricos, "exceto no serviço doméstico e no chão de fábrica."
De acordo com France Winddance Twine, a separação entre classe e raça se estende para o que ela chama de "apartheid espacial", onde os moradores e convidados da classe alta, presume-se serem brancos, entram nos edifícios de apartamentos e hotéis através da entrada principal, enquanto as domésticas e prestadores de serviços, presume-se negros, entram pela entrada lateral ou traseira.
O ativista dos direitos civis Carlos Veríssimo escreve que o Brasil é um Estado racista e que as desigualdades de raça e classe são frequentemente inter-relacionadas. Michael Löwy afirma que o "apartheid social" se manifesta nos condomínios fechados, uma discriminação "social que também tem uma dimensão racial implícita, onde a grande maioria dos pobres são negros ou de mestiços." Apesar de recuo do Brasil do regime militar ao retorno à democracia em 1988, o apartheid social só tem piorado.

### Jovens de rua
O apartheid social também está ligado à exclusão de jovens pobres (especialmente jovens de rua) da sociedade brasileira. O papel da polícia em manter os moradores de muitas das favelas no Brasil sem interferir na vida de brasileiros das classes média e alta é a chave para manter este estado de apartheid.
Os professores de antropologia Nancy Scheper-Hughes e Daniel Hoffman descrevem esta discriminação e exclusão das crianças das favelas e das ruas como um "apartheid brasileiro". Eles escrevem que, para se protegerem, as crianças pobres, muitas vezes carregam armas, e que, como resultado, "o custo de manter esta forma de apartheid é alto: uma esfera pública urbana que não é seguro para qualquer criança".
Tobias Hecht diz que os brasileiros ricos veem as muitas vezes violentas crianças de rua como uma ameaça, na tentativa de marginalizá-los socialmente e manter eles e a pobreza que representam escondidos da vida da elite abastada. De acordo com Hecht, a presença persistente dessas crianças "incorpora a falha de um apartheid social não reconhecido para manter os pobres longe da vista."

### Efeitos econômicos

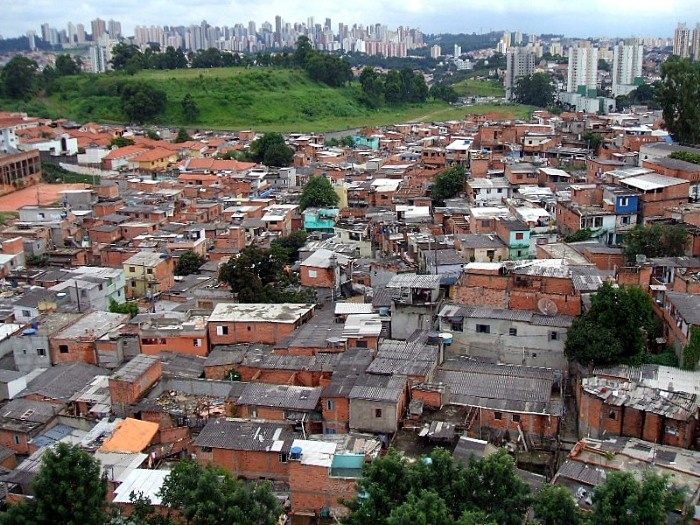
Favela Jaqueline, em São Paulo

"Apartheid social" é um termo comum nos estudos sobre as implicações das enormes disparidades de renda do Brasil e a expressão (e as desigualdades associadas a ela) são reconhecidos como um problema sério até mesmo pelas elites brasileiras, que desse sistema se beneficiam:
Apesar de décadas de crescimento econômico impressionante, as desigualdades sociais marcantes permanecem. Em uma pesquisa recente com 1.500 dos membros mais influentes da elite política e econômica do Brasil, cerca de 90 por cento acreditavam que o Brasil tinha alcançado o sucesso econômico e o fracasso social. Perto da metade viram as enormes desigualdades como uma forma de "apartheid social."
Cristovam Buarque, governador do Distrito Federal entre 1995 e 1998, Ministro da Educação de 2003 a 2004 e atualmente senador (Partido Democrático Trabalhista - PDT) pelo Distrito Federal argumenta que "o Brasil é um país dividido, que abriga a maior concentração de renda do mundo e um modelo de apartheid: o apartheid social brasileiro." Ele diz que em vez de "um espectro de desigualdade", há agora "uma ruptura entre os incluídos e os excluídos." Ele argumenta que a sociedade está ameaçada por "um hiato entre ricos e pobres tão grande que em todo o país haverá um crescimento separado, nos moldes da África do Sul sob o apartheid" e que enquanto isso está acontecendo no mundo, "O Brasil é o seu melhor exemplo ".

### Efeitos políticos
O ex-presidente brasileiro Luiz Inácio Lula da Silva (2003-2011) foi citado em 2002 por Mark Weisbrot na The Nation, dizendo que estava "lutando para trazer os pobres do Brasil para fora do apartheid econômico". Sua perda na eleição presidencial de 1994 para Fernando Henrique Cardoso (1994-2002) tem sido atribuída, em parte, ao medo despertado por Lula na classe média por suas "denúncias do apartheid social que permeava a sociedade brasileira".

### Representação na mídia
Conforme um estudo, mais de 70% dos atores de novelas da Rede Globo são de cor branca, muito embora esse grupo represente menos da metade da população brasileira. Segundo Maureci Moreira de Almeida, as telenovelas "prefiguram insinuar ainda o desejo e o ideário de que a nação brasileira deveria ser efetivamente branca, ou, no mínimo, aparentar ser mais branca". Ela afirma que estrangeiros, ao assistirem às novelas brasileiras, devem pensar que o Brasil é um país majoritariamente branco. Essa realidade já está tão naturalizada que muitas pessoas não percebem que a diversidade étnica que se vê nas ruas do Brasil não é refletida na televisão. Os negros brasileiros normalmente aparecem nas novelas brasileiras em papéis secundários, quase nunca como protagonistas, e muitas vezes são retratados de forma pejorativa, como bandidos e marginais. Maureci afirma que as telenovelas brasileiras "constituem um novo mecanismo de difusão do branqueamento". Joel Zito Araújo, em trabalho anterior, também constatou paradigma semelhante: "A escolha dos galãs, dos protagonistas, celebra modelos ideais de beleza europeia, em que quanto mais nórdicos os traços físicos, mais destacado ficará o ator ou a atriz na escolha do elenco".
Em 2018, a novela Segundo Sol recebeu críticas por conta da pouca presença de atores negros no enredo da novela, que se passava no estado da Bahia, onde grande parte da população é predominantemente negra. Logo após a exibição do trailer de estreia, muitos internautas usaram as redes sociais cobrando explicações da Rede Globo e do autor João Emanuel Carneiro sobre as escolhas do elenco, o que repercutiu na imprensa. Esse caso teve inclusive repercussão internacional, com matéria publicada no jornal britânico The Guardian.

## Negacionismo
O combate ao racismo no Brasil sempre foi prejudicado devido aos mitos que foram sendo construídos no país. Esses mitos servem para negar ou suavizar a existência do racismo, esvaziando qualquer discussão séria sobre a problemática. Dentre os mitos, os mais recorrentes são:
- "Todo brasileiro tem alguma ascendência indígena e negra". O argumento da miscigenação é frequentemente usado como álibi para se negar o racismo no país. A ideia abstrata de que o brasileiro é miscigenado e, portanto, imune ao racismo, tenta dissimular e pacificar eventuais tensões raciais.
- "No Brasil não existe preconceito contra os negros em específico, mas contra os pobres em geral. Há alguns negros ricos e famosos". Esse argumento parte do pressuposto de que o único preconceito que existe no mundo é o de classe social. Tenta deslocar o preconceito racial para uma esfera meramente econômica. Ignora o fato de que, se a maioria dos negros são pobres e continuam pobres, o problema não é tão somente social, pois extrapola essa esfera.
- "Raça humana "não existe". É necessário parar de falar de raça para acabar com o racismo". Segundo essa concepção, a organização dos negros e outros grupos discriminados para promover qualquer ação anti-racista também é interpretada como racismo. Esse argumento desarticula o debate racial, ao tentar criar um mundo utópico onde não há grupos sociais diferentes. Isso colapsa a possibilidade de grupos discriminados se organizarem para se contrapor às ideias preconceituosas a eles atribuídas.
- "Nos Estados Unidos, o racismo é muito maior do que no Brasil". Argumento frequentemente usado para tentar minimizar o problema do preconceito no Brasil. Fazer comparações com outras sociedades contribui muito pouco para esclarecer as nuances do racismo no Brasil. Ademais, a mensuração de racismo "menor" ou "maior" não pode ser verificada em modelos profundamente diversificados, o que não invalida, contudo, o campo das pesquisas comparativas.

A despeito disso, após o brutal assassinato de João Alberto Silveira Freitas num supermercado da rede Carrefour em Porto Alegre, na véspera do Dia da Consciência Negra em novembro de 2020, acontecimento que gerou protestos em todo o país, o vice-presidente da República, general reformado Hamilton Mourão, declarou que "no Brasil não existe racismo" e que "isso é uma coisa que querem importar" para o país. A opinião negacionista também foi compartilhada pelo presidente Jair Bolsonaro, que afirmou que os brasileiros são "miscigenados" e que falar em racismo seria se deixar ser "manipulado por grupos políticos". A declaração conspiracionista deixou outros participantes da cúpula do G-20 em choque e provocou reações de políticos, sociedade civil e entidades. A filósofa Djamila Ribeiro, por exemplo, face essa postura dos governantes, declarou que "a naturalização e a justificativa da morte de negros em decorrência da violência estão presentes nos discursos político, jurídico, empresarial e midiático".

## Combate
Os movimentos de mobilização racial existem no Brasil desde o século XIX. No pós-abolição, a população negra foi marginalizada, o que a levou a criar dezenas de grupos (grêmios, clubes ou associações) em alguns estados, como a Sociedade Progresso da Raça Africana (1891), em Lages, Santa Catarina; a Sociedade União Cívica dos Homens de Cor (1915), a Associação Protetora dos Brasileiros Pretos (1917), ambas no Rio de Janeiro e o Club 13 de Maio dos Homens Pretos (1902) e o Centro Literário dos Homens de Cor (1903), em São Paulo. No início do século XX, existiam centenas de associações negras espalhadas pelo Brasil. Porém, foi a partir dos anos 1970 que todo um movimento de contestação dos valores vigentes no Brasil, por meio de política oficial e, sobretudo, alternativa, na literatura e música, emergiu. Nessa época, surgiu o Movimento Negro Unificado (MN) que, ao lado de outras organizações paralelas, passaram a discutir as formas tradicionais de poder. Desde então os movimentos negros celebram o 13 de Maio, dia da abolição da escravidão, como Dia Nacional de Denúncia contra o Racismo, incentivando a reflexão e a denúncia do racismo estrutural, da desigualdade e da violência contra os negros. Em 2003, o então presidente Lula criou a Secretaria de Políticas de Promoção da Igualdade Racial, nascida do reconhecimento das lutas históricas do movimento negro no Brasil.
Casos recentes de manifestações racistas de torcedores brasileiros em partidas de futebol têm ajudado a desconstruir o mito da democracia racial no Brasil. Cada vez mais a mídia dá atenção à problemática. A adoção de cotas raciais nas universidades e nos setores públicos também tem contribuído para a maior discussão sobre o racismo na sociedade.

### Ordenamento jurídico brasileiro
Uma das características do preconceito brasileiro é seu caráter não oficial. Porém, o silêncio não é sinônimo de inexistência, e o racismo foi aos poucos adentrando na sociedade brasileira, primeiro de forma “científica”  com o darwinismo racial, e depois pela própria ordem do costume.
Aos fins da Segunda Guerra Mundial, durante a vigência do Estado Novo, que compreendeu a última parte da Era Vargas, foi instituída, por meio do Decreto-Lei 7.967 de 27 de agosto de 1945, a política imigratória oficial do estado brasileiro que estabelecia, no artigo 2.º, "Atender-se-á, na admissão dos imigrantes, à necessidade de preservar e desenvolver, na composição étnica da população, as características mais convenientes da sua ascendência europeia, assim como a defesa do trabalhador nacional". Essa lei somente foi revogada através da artigo 141 da Lei 6.815, de 19 de agosto de 1980, que estabelece a situação jurídica dos imigrantes no Brasil vigente até hoje.
Uma das primeiras evidências de que o poder público brasileiro admitiu que havia forte preconceito racial no Brasil se deu em 1951, com a Lei Afonso Arinos, que tornou contravenção penal a recusa de hospedar, servir, atender ou receber cliente, comprador ou aluno por preconceito de raça ou de cor. Também considerava crime a recusa de venda em qualquer estabelecimento público. A punição variava de quinze dias a treze meses. Porém, a falta de cláusulas impositivas e de punições severas tornou a medida ineficaz mesmo no combate a casos bem divulgados de discriminação no emprego, escolas e serviços públicos. Nota-se uma clara ambiguidade entre a Lei Afonso Arinos e a política imigratória então vigente, durante o governo Vargas.
A Constituição Federal de 1988 tornou o racismo um crime inafiançável, e a Lei n.º 7.716, de 5 de janeiro de 1989 (popularmente "Lei do Crime Racial") regulamentou o tema na esfera penal. Essa lei, igualmente, se mostrou ineficaz no combate ao preconceito brasileiro, pois só considera discriminatórias atitudes preconceituosas tomadas em público. Atos privados ou ofensas de caráter pessoal são inimputáveis, mesmo porque precisariam de testemunha para sua confirmação. De acordo com essa lei, racismo é proibir alguém de fazer algo em virtude da sua cor de pele. Então, o racismo no Brasil é punível quando reconhecidamente público, em hotéis, bares, restaurantes ou meios de transporte, locais de grande circulação de pessoas. A lei, portanto, se mostra limitada, pois o racismo à brasileira é algo condenável na esfera pública, mas que persiste na esfera privada do interior do lar ou em locais de maior intimidade, onde a lei não tem alcance. Na maior parte dos casos, o ofensor se livra da pena, ora porque o flagrante é impossível, ora porque as diferentes alegações colocam a acusação sob suspeita. Em consequência, apesar das boas intenções do legislador brasileiro, o texto legal não dá respaldo ao lado intimista e jamais afirmado do racismo tipicamente brasileiro. Exemplo da ineficácia é a atuação da Delegacia de Crimes Raciais de São Paulo. Nos três primeiros meses de funcionamento, em 1995, a instituição registrou somente 53 ocorrências, sendo que a média foi menor do que 1 por dia. Isso não revela a inexistência do preconceito, mas a falta de credibilidade dos espaços oficiais de atuação. Na falta de mecanismos concretos, a discriminação transforma-se em injúria ou admoestação de caráter pessoal e circunstancial.
Nos últimos anos, foram aprovadas diversas leis no Brasil com o objetivo de melhorar a qualidade de vida dos afrodescendentes e de valorizar a contribuição do negro à sociedade brasileira. Dentre as quais, a Lei n.º 10.639 de 2003, que tornou obrigatório o ensino da História da África e a sua contribuição para a cultura brasileira, a Lei n.º 12.288 de 2010, que instituiu o Estatuto da Igualdade Racial, a Lei n.º 12.519 de 2011, que instituiu o Dia Nacional de Zumbi e da Consciência Negra, as leis n.º 12.711 de 2012, que tornou obrigatória a reserva de cotas raciais no Ensino Superior, a Lei n.º 12.990 de 2014, que tornou obrigatória a reserva de cotas para negros nos concursos públicos do executivo federal. Com a promulgação da Lei n.º 14.532/2023, o Brasil promoveu mais importante avanço no combate ao racismo, ao incluir a injuria racial na Lei do Crime Racial em equiparação ao racismo, tornando a conduta também um crime inafiançável e imprescritível, além de prever hipóteses específicas de aumento de pena.

### Supremacismo branco
O supremacismo branco pode ser compreendido como ideologia hegemônica, uma imposição construída pela dominação racista de um povo sobre os outros e com escopo mundial. Os processos de identidade são daí padronizados por meio do supremacismo branco, ou seja, o padrão de brancura derivado da hegemonia do supremacismo branco exerce seu efeito sobre a identidade de todos os povos dominados. Uma suposição comum é de que a mestiçagem de variadas etnias teria introduzido um ideal anti-racista porém isso não tem se verificado, acontecendo de o supremacismo branco ter assumido novas formas. Uma delas pelo elogio à mestiçagem e outra por um pretenso discurso anti-racista focado na etnia como critério cultural.
Como as pessoas brancas, ao longo dos séculos representaram o humano ideal criou-se a imposição cultural de um privilégio para as pessoas brancas, conhecido como privilégio branco. Essa imposição do supremacismo branco coloca aos povos subjugados também o papel de diagnóstico do problema, exemplos disso são a falácia de que "com educação enfrentamos o racismo", "o racismo é problema dos negros"  e também observando-se a comparação do número de estudos que tratam sobre a condição dos povos oprimidos e quase nada sobre os opressores pois "Quem oprime não quer ser pesquisado!"
Para as pessoas brancas que já entendem a condição de privilégios que dispõem e queiram se engajar em discussões aprofundadas sobre as relações raciais uma pergunta importante a ser realizada é  "Qual o papel de nós, brancos, na luta antirracista concreta e não apenas no discurso?".
Para o autor frances Jean-Paul Sartre o supremacismo branco poderia ser superado dialeticamente pela negritude, no entanto o intelectual negro brasileiro Guerreiro Ramos coloca o problema de outra maneira. Para Guerreiro Ramos, negritude e supremacismo branco não são opostos, a negritude seria a hermenêutica do negro e quando assumida iniciaria o processo de sua libertação humanista.

### Casos de racismo divulgados
Casos bem divulgados de racismo fazem parte da História recente do Brasil. Em 1950, a atriz negra norte-americana Katherine Dunham foi impedida de se hospedar em um hotel de São Paulo por ser "pessoa de cor". O caso rendeu críticas de Gilberto Freyre na tribuna da Câmara dos Deputados e foi um dos motivadores para a edição da Lei Afonso Arinos, a primeira lei antirracista do Brasil.
No futebol, os casos de racismo são antigos no Brasil. O esporte teve uma origem elitista, dominado por brancos, no início do século XX. Porém, paulatinamente, o futebol tornou-se motivo de diversão para jovens negros e pobres, que se tornariam os grandes nomes do futebol brasileiro, até hoje. Contudo, nos primeiros tempos, houve grande resistência à participação de jogadores negros. Para o Campeonato Sul-Americano de Futebol de 1921, o Presidente da República Epitácio Pessoa "recomendou" que a seleção não levasse jogadores negros para a Argentina pois, segundo ele, era necessário projetar uma imagem "melhor" do Brasil para os estrangeiros. Em decorrência, jogadores famosos na época, como o mulato Arthur Friedenreich, ficaram de fora do campeonato. Naquela altura, era comum que jogadores negros e mulatos usassem pó-de-arroz no rosto e alisassem os cabelos para serem aceitos. Pelé, durante sua carreira, foi ridicularizado pelos colegas e pela mídia em decorrência da sua cor, embora o jogador tenha-se negado a participar de qualquer luta antirracista.

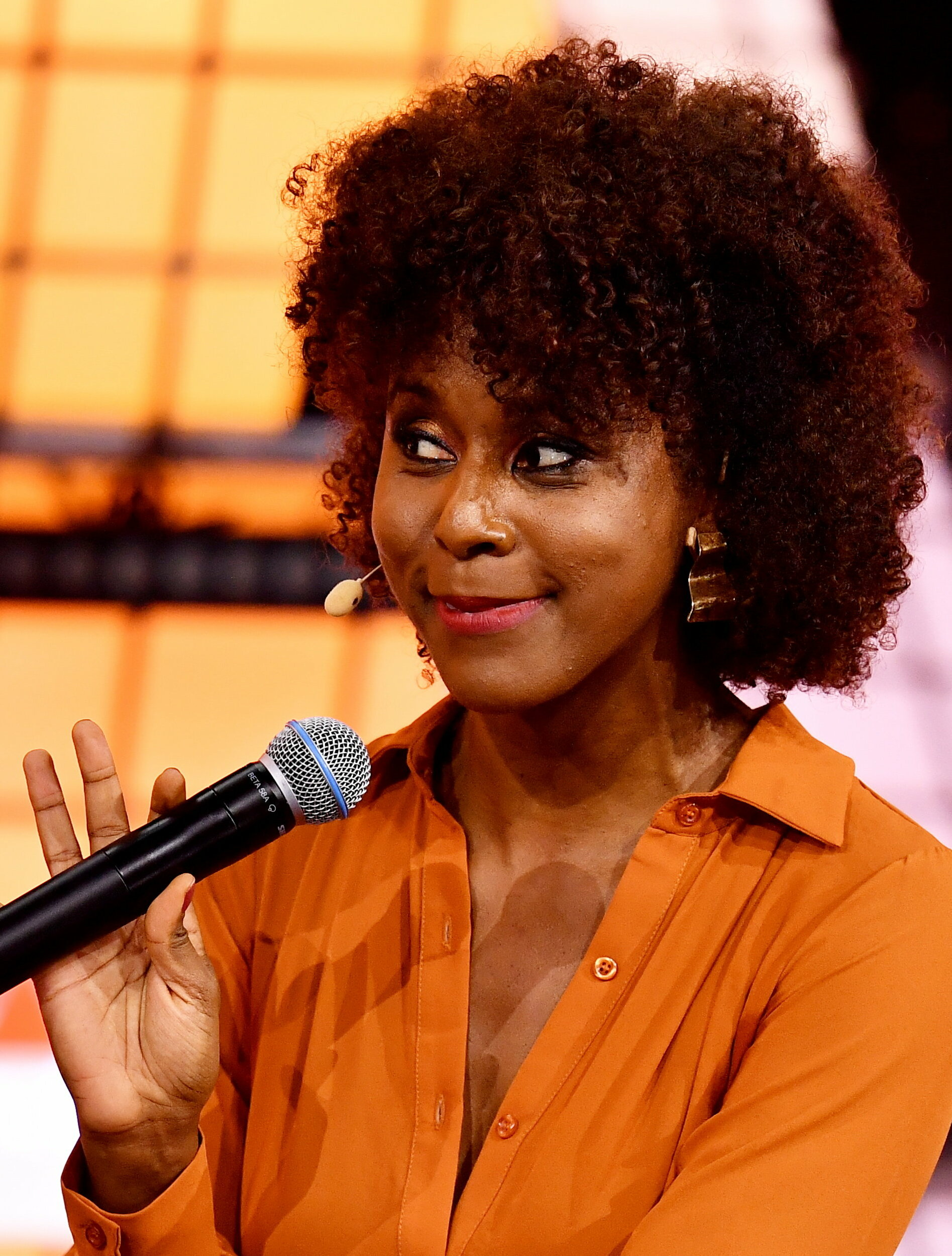
Maria Júlia Coutinho foi vítima de ataques racistas nas redes sociais, em 2015, e procurou a polícia. A jornalista recebeu o apoio de milhares de pessoas, que fizeram a hashtag "somostodosMaju" ser o assunto mais postado nas redes sociais.

Nos últimos anos, vários brasileiros negros famosos continuam sendo vítimas de racismo. Apenas em 2014 um árbitro e três jogadores de futebol foram vítimas de ataques de conteúdo racista por parte da torcida brasileira: o árbitro Márcio Chagas, no início de 2014; o zagueiro do Sport Club Internacional, Paulão; o Arouca, então jogador do Santos, e o goleiro Aranha, então do Santos, que foi insultado de "macaco" por parte da torcida do Grêmio. No último caso, o Grêmio foi excluído da Copa do Brasil pelo Tribunal de Justiça Desportiva. Contudo, os quatro torcedores identificados como ofensores escaparam de ser julgados pelo crime de injúria racial, porquanto fizeram um acordo judicial, comprometendo-se a comparecer a uma delegacia em todos os dias de jogos do Grêmio, trinta minutos antes da partida.
Mulheres negras com visibilidade na mídia também foram vítimas da intolerância. Em 2015, a jornalista da Rede Globo Maria Júlia Coutinho foi alvo de ataques racistas nas redes sociais. A hashtag: #SomostodosMaju teve ampla repercussão nas redes sociais e o caso foi exposto no Jornal Nacional, pelos âncoras William Bonner e Renata Vasconcellos, na presença de Maria Júlia. A jornalista procurou a polícia, que descobriu posteriormente que um dos suspeitos do crime era um adolescente de 15 anos de idade, de Carapicuíba, interior de São Paulo. Também em 2015, a atriz Taís Araújo teve seu perfil no Facebook atacado por ofensores com mensagens de conteúdo racista. A hashtag #SomosTodosTaísAraújo, em defesa da artista, virou "trending topic" no Twitter. Nas redes sociais, a atriz escreveu "Não vou me intimidar" e procurou a polícia, que investiga o caso.
Segundo a ONG SaferNet Brasil, em 2014 houve um aumento de 34,15% das páginas indicadas como racistas e de 365,46% das páginas de conteúdos relacionados à xenofobia no Brasil. O suposto anonimato da Internet tornou a rede um ambiente propício para os racistas se manifestarem, ao ponto de o racismo ser o segundo crime de direitos humanos mais praticado nas redes brasileiras, atrás apenas da pornografia infantil. Porém, segundo o especialista Leonardo Zanatta, "Se houver uma cooperação entre a rede social e a polícia brasileira, é fácil chegar até os responsáveis por atos racistas, ainda que tudo seja deletado".
Em 2014, o Brasil registrou 7 mil denúncias no Disque Racismo, uma média de 700 por mês.